# 嘉義縣
23°27′32″N 120°17′26″E / 23.4588519°N 120.2906233°E
嘉義縣是中華民國臺灣省的縣，位於臺灣南部。東與南投縣、高雄市相接，西瀕臺灣海峽，南以八掌溪臨臺南市，北隔北港溪、石龜溪接雲林縣:6，境內並環繞嘉義市全境，北回歸線通過縣境南部。縣治位於太保市，嘉義縣內轄有2市、2鎮、14鄉（含1個山地鄉），共有18個鄉鎮市:12。境內的民雄鄉、水上鄉、中埔鄉及太保市為嘉義都會區的衛星城市，民雄鄉為縣內最大城市。嘉義縣古名「諸羅縣」，源於平埔原住民洪雅族社名之譯音，後因爆發林爽文事件，1787年清帝乾隆以「嘉其死守城池之忠義」之旨，下詔易名「嘉義縣」:217。
嘉義縣地處嘉南平原，境內水利建設堪稱完備，土地肥沃:594。日本統治時期嘉義鄰近阿里山森林，以木材加工業與林木進出口貿易闖出名號:708，為了方便運輸珍貴的木材資源，以嘉義市為起點興建阿里山森林鐵路至阿里山:712。地方特產方面，有東石、布袋漁港的蚵仔、蝦子及各類海魚，以貝類西施舌最為珍貴。還有民雄的鵝肉、鳳梨酥、金桔果醬，新港歷史悠久的特產新港飴、笨港餅，高山茶以阿里山茶聞名海內外:447-448。文化活動上，每年度均有推展配天宮賞燈花、鄒族民俗戰祭Mayasvi、阿里山花季、瑞里紫藤花季、東石漁人碼頭海之夏祭、鄒族小米收穫祭、布袋謝鹽祭、阿里山日出印象音樂會等年度例行節慶活動。

## 歷史

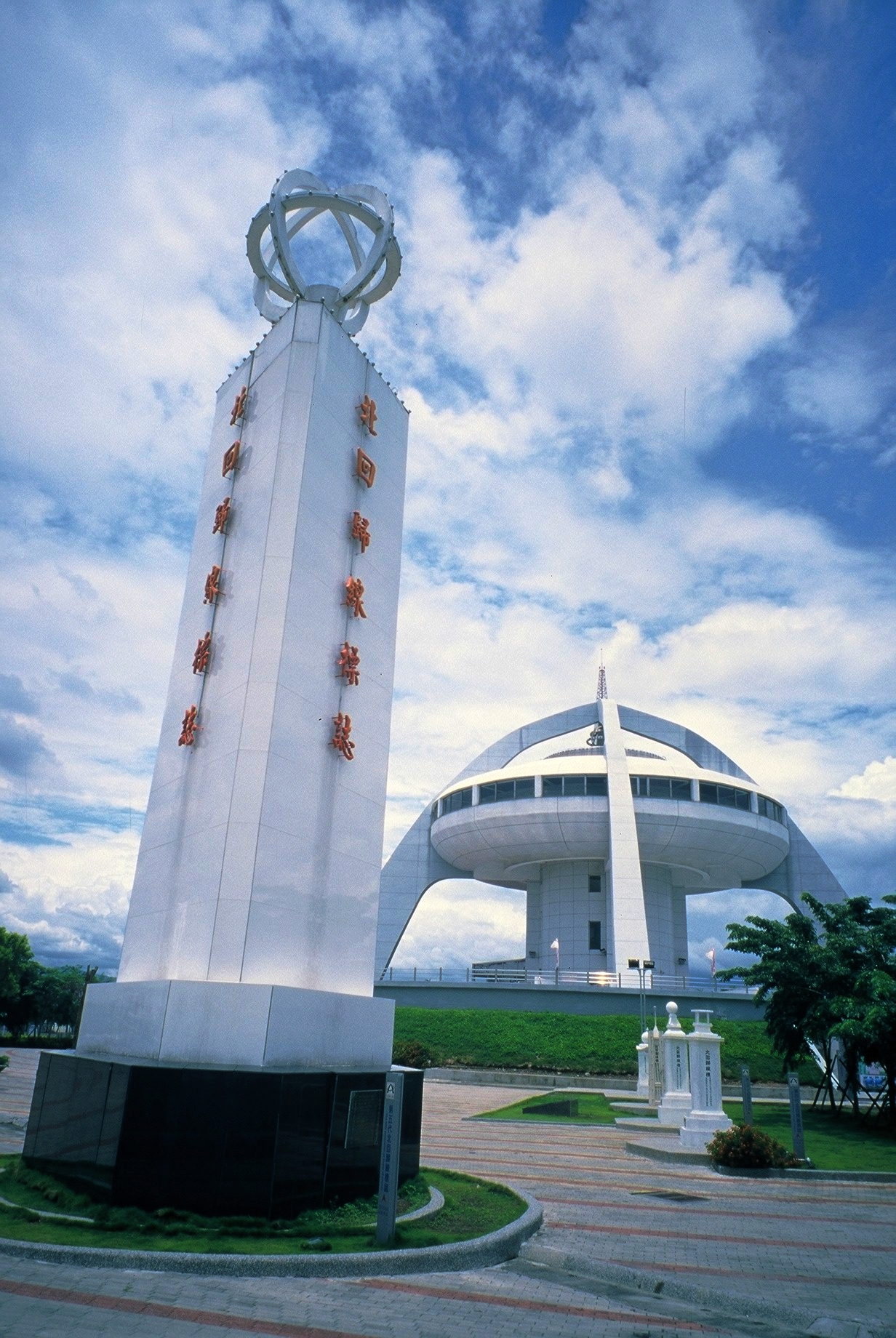
嘉義縣水上鄉北回歸線太陽館

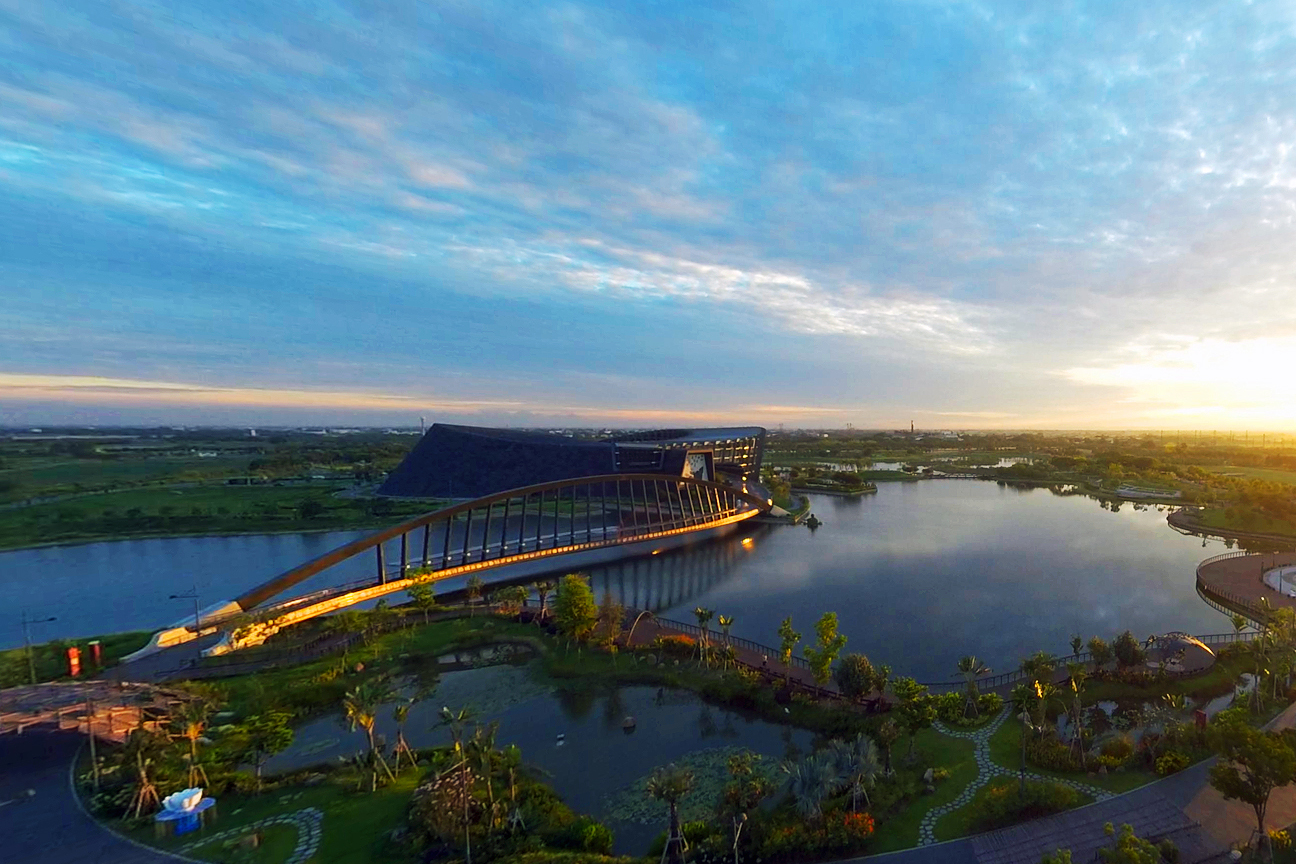
國立故宮博物院南部院區

嘉義縣古名「諸羅山」，源自平埔族臺灣原住民洪雅族社名之譯音，荷蘭人稱之為「Tirosen（或為Tirocen、Tiracen）」社。另一說則認為，因為嘉義東方「諸」山「羅」列，故以此稱之。早期為臺灣原住民鄒族及洪雅族（Hoanya）的活動範圍，語言與文化上屬於南島語系民族，擁有自己的語言以及自己的文化特徵:15。
荷蘭時期，1624年7月，荷蘭人從臺南安平登陸，佔據臺灣，以臺南附近地區為重心進行統治再逐步擴張勢力範圍，以武力征伐的手段進入嘉義縣境。1636年，荷蘭人從臺南向嘉義縣方向推進，對原住民展開攻擊，一路平服了蕭壟社（Soulang，今臺南市佳里區）、大目降社（Tavokang，今臺南市新化區）、目加溜灣社（Backlauan，今臺南市安定區）、多囉國社（Dorko，今臺南市東山區），終致降服了嘉義縣的諸羅山等各番社，整個嘉義縣，遂納入了荷人的統治。荷蘭人統治嘉義縣之目的，包含於荷人以臺灣為東亞貿易轉運站的目標。荷蘭人據臺後，以臺南的大員為基地，拓展其在東亞地區的轉口貿易。荷蘭統治集團的主要財源是貿易利潤與稅收:86。
明鄭時期，1661年4月，鄭成功登陸鹿耳門（今臺南市安南區顯宮土城一帶），5月2日，改赤崁（今臺南市中西區）地方為東都明京，設一府二縣，一府為承天府，二縣為天興縣（今嘉義縣境歸天興縣轄）、萬年縣。改大員為安平鎮（今臺南市安平區）。天興縣縣治設在佳里興（今臺南市佳里區）:105。1664年8月，鄭經改東都為東寧，改天興、萬年二縣為州:7。福建省漳州府平和縣人賴剛直，號斌來，同鄭成功渡臺，為其部屬，奉命屯田於天興縣八掌溪崙子頂，即今嘉義縣中埔鄉和睦村，為本地最初之拓荒者。傳說他闢水田千餘甲，應非兵丁獨墾，而是招墾的成果:109。1683年7月，鄭克塽降清:122。
清治時期，1684年，設臺灣府，隸福建省，下設臺灣、鳳山、諸羅三縣。其中諸羅縣縣治在開化里佳里興（今臺南市佳里區），1704年移駐諸羅山莊（今嘉義市）。設縣之初，縣境南以新港溪（新市鄉社內，今臺南市新市區社內）與臺灣縣為界，北至雞籠城（位今基隆市和平島），延袤2315里:9。1786年12月6日，林爽文首度攻破諸羅城，殺死攝知縣董啟埏。此后，諸羅便經長期圍攻，直至1787年11月9日林爽文最後一次大攻諸羅戰敗后向北遁逃，諸羅城始脫離圍攻的戰火。在這段期間內，諸羅義民協助清廷官兵，死守城池，奮勇抵禦。1787年11月3日，乾隆皇帝為了「嘉」獎諸羅縣義民「義」舉，乾隆下旨改「諸羅」為「嘉義」:217。1885年，臺灣建省，1887年，置三府一直隸州十一縣三廳，隸屬臺南府。1894年，清廷與日本發生甲午戰爭。1895年3月2日，清軍戰敗，乃任李鴻章為全權大臣，赴日本下關，與日本全權大臣展開議和。4月17日，與日本簽訂《馬關條約》，割讓臺灣全島及澎湖列島給日本:192。
日治時期，1895年，日本在臺北設置臺灣總督府始政:193，5月21日，分臺灣為三縣一廳，6月17日設嘉義支廳，屬臺灣縣:196—200、:20—21，53。1896年4月，嘉義支廳，改屬臺南縣。1897年5月27日，行政區域改劃為六縣三廳，設嘉義縣。1898年6月20日，六縣三廳併為三縣三廳，嘉義縣併入臺南縣。1901年11月16日地方官制改革，將全臺設二十廳，嘉義廳轄7支廳。1909年10月25日，改二十廳為十二廳，嘉義廳轄12支廳63區555街庄。1920年7月27日，地方制度大改革，廢十二廳，置五州三廳，臺南廳、嘉義廳併歸臺南州管轄:196—200、:21—27，54。1930年1月20日，嘉義街升格為州轄市嘉義市，至此，臺南州轄有二市十郡:196—200、:29。
戰後時期，1945年10月25日，中華民國政府接管臺灣:306，將日治時期的5州、3廳、11州轄市調整為8縣、9省轄市、2縣轄市。臺南州改制為臺南縣，郡改為區，街庄改為鄉鎮。12月1日，嘉義市改制為省轄市:32。嘉義市原設8區，後增水上、太保二區，再整併為6區。全市轄有新東、新西、新南、新北、水上、太保等6個區，市治設於新北區:33。
1947年初，臺灣爆發二二八事件。嘉義市是重災區。3月2日，嘉義民眾攻佔了市府、電台等設施。之後市民還包圍了水上機場，和軍警展開對峙。3月8日，紛爭暫時平息，但已有300多名普通市民傷亡。然而3月12日開始，國軍開始大規模鎮壓市民。3月18日，和國軍談判的嘉義士紳代表陳復志、吳溪水、蘇憲章、施珠文、黃水樹、陳澄波、盧炳欽、潘木枝、柯麟等人也被槍決，使得嘉義淪為二二八事件的重災區。
1950年10月25日，實施調整縣市行政區劃，原臺南縣所屬嘉義區、東石區與嘉義市合併為嘉義縣，並撤銷區級行政區。1951年11月撤銷新東、新西、新南、新北四鎮建制合併為嘉義市，成為縣內唯一的縣轄市，並置縣治於此:34—35。1982年，嘉義市再度升格為省轄市:38。1991年11月，設置嘉義縣政府特區於太保鄉與朴子鎮之間的祥和新村（原太保鄉與朴子鎮臺糖東勢寮農場），縣政府位於太保鄉，縣議會位於朴子鎮，故太保鄉於1991年7月1日改制為縣轄市太保市，朴子鎮亦於1992年9月10日改制為縣轄市朴子市，縣治為太保市。

## 地理

### 地形
嘉義縣位於臺灣本島的西南部，東與南投縣、高雄市相接，西瀕臺灣海峽，南臨臺南市，北接雲林縣:6。土地總面積1,901.6725平方公
里，佔臺灣地區總面積36,006.1794平方公里之5.28%。:12地理位置中心點位中埔鄉中埔村附近，極東為阿里山鄉玉山主峰，極西為東石鄉鰲鼓海埔新生地，極南為大埔鄉南端，極北為大林鎮北勢附近。北迴歸線通過嘉義縣水上鄉下寮村，此線以南為熱帶圈，以北為亞熱帶圈。:6嘉義縣東側多山，在地形分區上屬臺灣的地形分區中的中央山系之玉山彙，地勢向西漸緩。再向西則為介在西部斜面與嘉南海岸平原之間的丘陵地區，丘陵區西側則為嘉南海岸平原。主要地形分區有玉山山脈、阿里山山脈、斗六丘陵、嘉義丘陵、梅山丘陵、竹崎丘陵、濁水溪扇狀平原、斗六聯合沖積扇、大埔谷盆地、嘉南隆起海岸平原、沿海鹽田及洲群:75。
全縣依等高線區分為山地、丘陵、平原及海岸等四個地形區，嘉義地區的高度大部份都在100公尺以下，此區為平原區，地勢平緩，高度集中在1～30公尺之間。其中民雄鄉、大林鎮地區的東側地形漸有起伏。而竹崎鄉則明顯轉變成丘陵區，高度以100公尺至1000公尺為主。大林鎮東南部、民雄鄉東半部、阿里山鄉少部分地區及中埔鄉、竹崎鄉、梅山鄉、大埔鄉、番路鄉全區為丘陵區帶。阿里山鄉則是以1000公尺以上的高度為優佔區，全區無低於100公尺的區域:76。
嘉義縣的海岸地形屬於北段雲嘉洲潟海岸及中段的嘉南洲潟海岸，北段的雲嘉洲潟海岸之濱外沙洲與陸地相距最遠，陸化程度最為輕微，地形變化劇烈。此段的特徵為外傘頂洲是臺灣最大的濱外沙洲，其潟湖面積亦為全臺之冠。根據華倫亭海岸分類法，雲嘉洲潟海岸地區有地盤緩慢隆升趨勢，且其堆積作用旺盛，為離水堆積作用的進夷海岸。而中段嘉南洲潟海岸外的濱外沙洲形成鍊狀排列，陸地與沙洲間有潟湖相隔，而人為作用力的影響，其陸化作用迅速進行中。因此沿海岸的魚塭和鹽田遍布，為臺灣養殖漁業及鹽業最發達的地區。該縣內並有東石、布袋、好美里、白水湖、網寮、下庄、塭港、副瀨、鰲鼓共九個漁港，是沿近海漁業的根據地。嘉南沿海由於王爺港、青山港、網子寮、頂頭額等沙洲的屏障，形成廣大之淺海，為適合圍築魚塭之地區:554。

### 水文

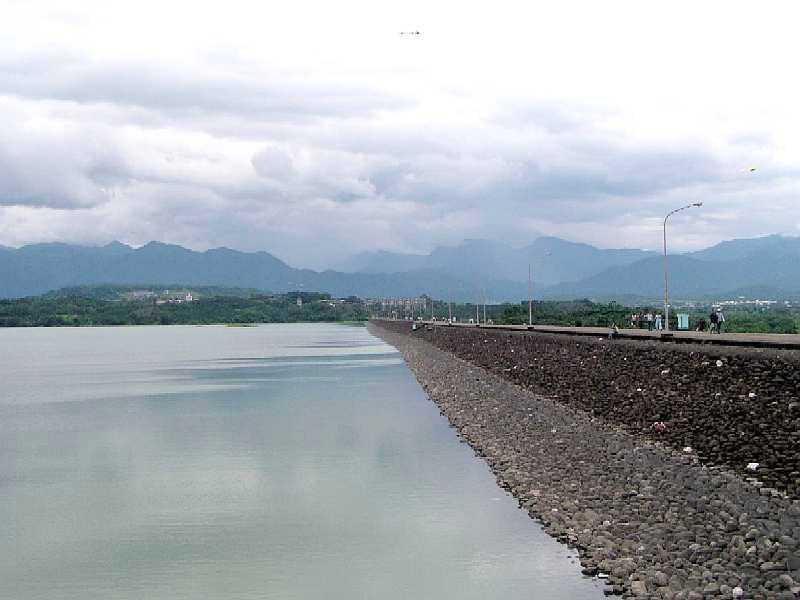
仁義潭水庫

嘉義縣境內主要河川皆源自東側高山，向西流入臺灣海峽，自北至南依序為北港溪、朴子溪及八掌溪。此三條河流之中、下游河段係屬壯年期河川，上游河段則介於幼年期或壯年期河川。此外，嘉義縣境內尚有數條次要河川如石龜溪、牛稠溪、清水溪、獅頭溪、科底溪、崎腳溪、赤蘭溪、濁水溪、三疊溪、坑頭厝溪、水尾溪、番仔溪、麻園寮溪、連樹林溪、大埔溪及倒孔山溪等。:125
嘉義地區的水圳有大林圳、好收圳、中興圳、道將圳、隆恩圳等。水庫有蘭潭水庫（嘉義市）、仁義潭水庫、曾文水庫、內埔子水庫等等。

### 氣候
嘉義縣屬於副热带季风气候，境內分為平地氣候區及山地氣候區兩種氣候區。:207
平地氣候區每月降雨量超過200公釐以上者，多集中在6月至9月份，而此一時期，也是颱風最常侵襲臺灣的季節。而低於50公釐者集中在10月至2月，最低的月份為11月，僅有21公釐左右。每年平均的年降雨量為1,821.6公釐，其中有25年的年降雨量比平均值低，而有14年的年降雨量比平均值高。進入冬季，降雨量便會越來越少，甚至幾乎是零，故冬季為平地氣候區最有可能缺水的季節。:207-208在月均溫的變化上，全年月均溫都在15℃以上，而月均溫在20℃以上的月份，多達9個月，是屬於夏長冬短的分布。而月均溫的變化，最高為28.9℃，最低為16.8℃。:223
| 嘉義市（平均數據1991−2020年，極端數據1968-2021年更新中） | 嘉義市（平均數據1991−2020年，極端數據1968-2021年更新中） | 嘉義市（平均數據1991−2020年，極端數據1968-2021年更新中） | 嘉義市（平均數據1991−2020年，極端數據1968-2021年更新中） | 嘉義市（平均數據1991−2020年，極端數據1968-2021年更新中） | 嘉義市（平均數據1991−2020年，極端數據1968-2021年更新中） | 嘉義市（平均數據1991−2020年，極端數據1968-2021年更新中） | 嘉義市（平均數據1991−2020年，極端數據1968-2021年更新中） | 嘉義市（平均數據1991−2020年，極端數據1968-2021年更新中） | 嘉義市（平均數據1991−2020年，極端數據1968-2021年更新中） | 嘉義市（平均數據1991−2020年，極端數據1968-2021年更新中） | 嘉義市（平均數據1991−2020年，極端數據1968-2021年更新中） | 嘉義市（平均數據1991−2020年，極端數據1968-2021年更新中） | 嘉義市（平均數據1991−2020年，極端數據1968-2021年更新中） |
| 月份                                                     | 1月                                                      | 2月                                                      | 3月                                                      | 4月                                                      | 5月                                                      | 6月                                                      | 7月                                                      | 8月                                                      | 9月                                                      | 10月                                                     | 11月                                                     | 12月                                                     | 全年                                                     |
| -------------------------------------------------------- | -------------------------------------------------------- | -------------------------------------------------------- | -------------------------------------------------------- | -------------------------------------------------------- | -------------------------------------------------------- | -------------------------------------------------------- | -------------------------------------------------------- | -------------------------------------------------------- | -------------------------------------------------------- | -------------------------------------------------------- | -------------------------------------------------------- | -------------------------------------------------------- | -------------------------------------------------------- |
| 历史最高温 °C（°F）                                      | 31.7 (89.1)                                              | 33 (91)                                                  | 34.1 (93.4)                                              | 34.2 (93.6)                                              | 37.2 (99.0)                                              | 37 (99)                                                  | 37.2 (99.0)                                              | 36.6 (97.9)                                              | 36.7 (98.1)                                              | 36.5 (97.7)                                              | 33.6 (92.5)                                              | 32.5 (90.5)                                              | 37.2 (99.0)                                              |
| 平均高温 °C（°F）                                        | 22.5 (72.5)                                              | 23 (73)                                                  | 25.4 (77.7)                                              | 28.4 (83.1)                                              | 30.9 (87.6)                                              | 32.8 (91.0)                                              | 33.4 (92.1)                                              | 32.8 (91.0)                                              | 32.1 (89.8)                                              | 30.1 (86.2)                                              | 27.6 (81.7)                                              | 23.9 (75.0)                                              | 28.6 (83.5)                                              |
| 日均气温 °C（°F）                                        | 16.8 (62.2)                                              | 17.7 (63.9)                                              | 20.2 (68.4)                                              | 23.5 (74.3)                                              | 26.3 (79.3)                                              | 28.3 (82.9)                                              | 28.9 (84.0)                                              | 28.4 (83.1)                                              | 27.4 (81.3)                                              | 24.9 (76.8)                                              | 22 (72)                                                  | 18.4 (65.1)                                              | 23.6 (74.5)                                              |
| 平均低温 °C（°F）                                        | 12.9 (55.2)                                              | 14.1 (57.4)                                              | 16.2 (61.2)                                              | 19.5 (67.1)                                              | 22.6 (72.7)                                              | 24.7 (76.5)                                              | 25.4 (77.7)                                              | 25.2 (77.4)                                              | 24 (75)                                                  | 21.1 (70.0)                                              | 18 (64)                                                  | 14.2 (57.6)                                              | 19.8 (67.6)                                              |
| 历史最低温 °C（°F）                                      | 1.8 (35.2)                                               | 2.6 (36.7)                                               | 2.7 (36.9)                                               | 8.2 (46.8)                                               | 13.9 (57.0)                                              | 17.5 (63.5)                                              | 21.7 (71.1)                                              | 19.7 (67.5)                                              | 17.6 (63.7)                                              | 11.5 (52.7)                                              | 6.7 (44.1)                                               | 0.4 (32.7)                                               | 0.4 (32.7)                                               |
| 平均降水量 mm（）                                        | 27.5 (1.08)                                              | 44.9 (1.77)                                              | 53 (2.1)                                                 | 86.6 (3.41)                                              | 170 (6.7)                                                | 318.6 (12.54)                                            | 387.4 (15.25)                                            | 443.8 (17.47)                                            | 212.3 (8.36)                                             | 30.2 (1.19)                                              | 21.5 (0.85)                                              | 25.8 (1.02)                                              | 1,821.6 (71.74)                                          |
| 平均降雨天数                                             | 5.1                                                      | 5.5                                                      | 6.8                                                      | 8.1                                                      | 10.4                                                     | 13.8                                                     | 15.3                                                     | 17.9                                                     | 9.4                                                      | 2.9                                                      | 3.3                                                      | 4.1                                                      | 102.6                                                    |
| 平均相對濕度（％）                                       | 77.9                                                     | 79.3                                                     | 79.3                                                     | 79.8                                                     | 79.9                                                     | 77.5                                                     | 77.2                                                     | 80.1                                                     | 80.1                                                     | 78.9                                                     | 78.7                                                     | 76.8                                                     | 78.8                                                     |
| 月均日照時數                                             | 161.4                                                    | 139.7                                                    | 157.9                                                    | 157                                                      | 175.5                                                    | 186.6                                                    | 206.4                                                    | 182.2                                                    | 186.2                                                    | 197                                                      | 158.9                                                    | 159.2                                                    | 2,068                                                    |
| 来源：中央氣象局                                         |                                                          |                                                          |                                                          |                                                          |                                                          |                                                          |                                                          |                                                          |                                                          |                                                          |                                                          |                                                          |                                                          |

山地氣候區每月降雨量超過200公釐以上者，多集中在4月至9月份，而低於100公釐者為11月至1月，其最低的月份為11月，僅有66公釐左右。每年平均的年降雨量為3,940.6公釐，其中有20年的年降雨量比平均值低，而有19年的年降雨量比平均值高。進入冬季，降雨量便會越來越少，甚至幾乎是零，如在1999年的2月，以及1994年和2004年的11月等皆是降雨量幾乎為零的月份。:210-211在氣溫方面，常年每月平均溫度均低於15℃，整年涼爽；年中氣溫仍以夏季最高，在6月至8月這三個月份為最高，但只有14℃左右；最低月均溫則為1月只有6.5℃。而每年之年均溫變化不大，只在10-12℃之間振盪，最高為12℃，最低為10℃。:223

## 區劃人口
1950年調整行政區域，原省轄嘉義市6區改制為4鎮2鄉，與臺南縣嘉義區的1鎮9鄉及東石區的2鎮4鄉等16個鄉鎮合併為嘉義縣，共轄有22個鄉鎮。1951年將新東、新西、新南、新北四鎮撤銷，合併組成縣轄嘉義市，縣治設於原嘉義市，轄1市、3鎮、15鄉:34，100-104。1982年嘉義市再度升格為省轄市，縣市分治:38。1991年7月1日縣治遷至位於太保鄉與朴子鎮之間的祥和新村設置縣政特區，太保鄉並改制為縣轄市太保市；1992年9月10日朴子鎮亦改制為朴子市:39。全縣轄有2市（太保市、朴子市）、2鎮（布袋鎮、大林鎮）、14鄉（民雄鄉、溪口鄉、新港鄉、六腳鄉、東石鄉、義竹鄉、鹿草鄉、水上鄉、中埔鄉、竹崎鄉、梅山鄉、番路鄉、大埔鄉，阿里山鄉為山地鄉）:12，共有18個鄉鎮市。
| 嘉義縣行政區劃示意圖 |
| 東石鄉 布袋鎮 義竹鄉 朴子市 六腳鄉 鹿草鄉 太保市 新港鄉 溪口鄉 大林鎮 民雄鄉 水上鄉 中埔鄉 番路鄉 竹崎鄉 梅山鄉 大埔鄉 阿里山鄉 |

1950年該縣設立以來，其人口密度為每平方公里269.58人，1971年為每平方公里436.99人。1971年以後，該縣人口密度也隨人口負成長遞減。1982年嘉義市升格之後，該縣人口密度自前一年每平方公里421.21人，降至每平方公里302.21人，之後逐年遞減，1985年人口密度已低於每平方公里300人，為每平方公里299.70人。至2006年為止，該縣人口密度為每平方公里291.24人。該年臺灣地區之人口密度為每平方公里623人，而該縣之人口密度僅高於宜蘭縣、南投縣、花蓮縣、臺東縣等縣份，居臺灣地區倒數第五，為西部沿海人口密度最低之縣份:105。
嘉義縣男女人口數，1947年總人口數為120,867人，男性人口數為60,698人，女性人口數為60,169人，男女性比例接近1比1。1948年人口統計，總人口數增為170,456人，其中男性86,667人，女性83,789人，截至1949年，一年內總人口數增加了近五萬人。1947年爆發「二二八事件」，嘉義地區菁英傷亡慘重，之後中央派兵進行清鄉，依1947年之統計數據，可能是清鄉後的人口統計，資料上明顯看出，人口數大量銳減。1949年底，政府播遷來臺，一時之間大量人口湧進，戶籍混亂，難以統計。1950年，嘉義縣外省人來臺人口約暴增了35萬人左右，但男女性別比仍為101.21:108。自1950年至1972年間，嘉義縣總人口大致以每年約1萬8千人增加，男女性增加人數各約為9千人，男女比例約在99.92至102.65之間，大致呈現平衡狀態。1969年，嘉義縣男女性比例107.25，開始出現男女性人數失衡現象。1982年因嘉義市升格為省轄市，嘉義縣人口明顯下降，但男性人口數明顯多於女性人口數的現象，仍然持續。1984年，男女比例為110.11，人口開始呈現負成長:108。
男女人口比例失衡，經濟發展帶來少子化問題為其原因。少子化現象大約出現於1990年代後期，在此之前，男女比例大約相差1人，多半為男多於女的現象。在少子化現象出現後，生育男孩傳宗接代的觀念仍然存在，如果一個家庭生育兩名男嬰，即不願再生育女嬰，男女性人數比例差距會因此拉大:108—109。男女人口失衡，從人口比例分配上，出現了一些問題，例如部份男性未能順利娶到本地女性，轉而迎娶外國的女性，衍生出外籍配偶及其子女適應等相關社會問題:109。
依據聯合國世界衛生組織標準，一地區的老年人口數佔總人口數7%以上，即是人口老化:239。嘉義縣人口自1982年至2006年的25年間大致上呈逐年減少，老年人口則是逐年增加:238。2018年3月底，臺灣65歲以上的人口比例突破14%，內政部也宣布台灣正式邁入了高齡社會，同時嘉義縣老年人口比例已達18%，而其中嘉義縣的老年人口約為9.5萬人，幼年人口約為7萬人，老年人已明顯多於幼年人，老化指數高達135，是臺灣最老的城市。2020年4月底，嘉義縣老年人口達到10萬人，比例則於同年6月底突破20%，嘉義縣因此成為臺灣第一個進入超高齡社會的縣市。
嘉義縣人口老化為臺灣地區自1980年代起工業化程度越來越深，出生率降低，晚近十年少子化現象愈趨嚴重，該縣人口自然增加率逐漸降低；加上嘉義縣本身為農業縣，勞動人口在工業化時代大量外移。此外醫藥發達，衛生條件改善，人口平均壽命延長，是老年人口逐漸遞增原因:239。
嘉義縣人口數節節衰退，於2020年11月跌破50萬。

## 政治

### 縣政組織

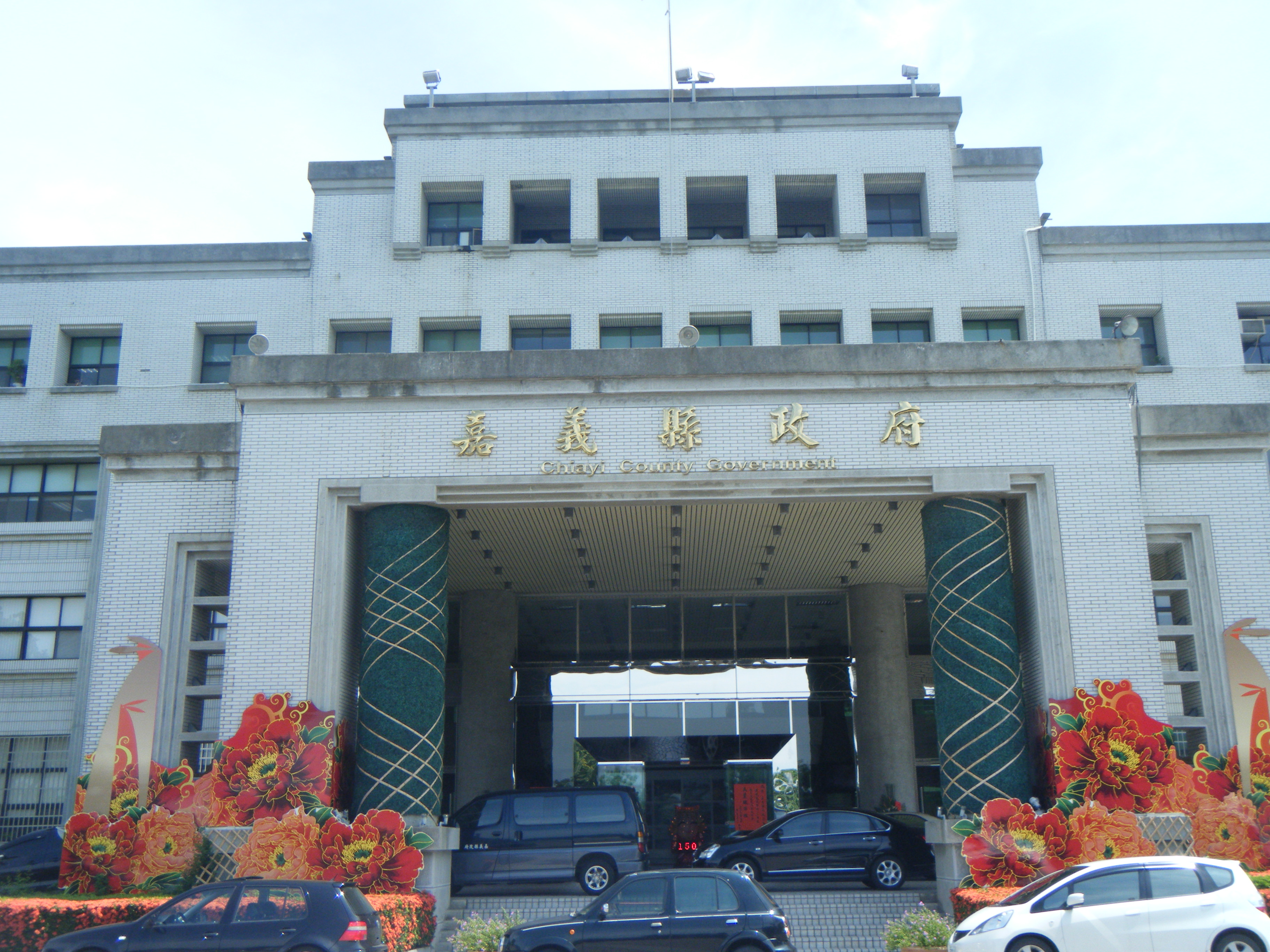
嘉義縣政府縣政大樓

嘉義縣政府是嘉義縣的最高行政機關，在中華民國政府架構中為縣自治的行政機關，同時負責執行中央機關委辦事項，嘉義縣的自治監督機關為行政院各部會（主要為內政部）。縣長由全體縣民直接選舉產生，任期為四年，連選可連任一次。嘉義縣政府並置縣政會議，為縣政最高決策機構，在縣長及副縣長之下，設有14個內部單位、7個所屬一級機關、24個所屬二級機關、148所各級學校。
嘉義縣縣長是嘉義縣政府之行政首長，負責綜理縣政，並指揮、監督所屬職員及機構，現任縣長為民主進步黨籍的翁章梁。
嘉義縣議會是嘉義縣的最高民意機關，代表嘉義縣全體縣民立法和監察縣政府之施政。縣議員由公民直選選出，任期為四年，可連選連任。嘉義縣議會共有37位縣議員，分別為第一選區8席縣議員、第二選區7席縣議員、第三選區5席縣議員、第四選區6席縣議員、第五選區3席縣議員、第六選區7席縣議員、第七選區1席縣議員，議長、副議長由37位縣議員互選產生。
此外，臺灣嘉義地方法院是嘉義地區的司法機關，屬於普通法院，當地居民之民、刑訴訟和審理由該機關辦理，其上訴法院為臺灣高等法院臺南分院。臺灣嘉義地方檢察署是嘉義地區的檢察機關，為當地檢察官執行檢察事務之執行機關。

### 選民結構與政治勢力
嘉義縣位於中華民國中南部的嘉南平原，為臺灣重要農業產區。該縣是泛綠的優勢選區，就選民結構而言，泛綠領先泛藍十幾個百分點左右。嘉義縣地方派系的關係相當複雜，競爭激烈，其中以黃、林兩大派系勢力較為雄厚，當前分屬藍、綠陣營。此外，曾經橫跨嘉義縣市的「蕭家班」則潮起潮落，隨著2001年中華民國立法委員選舉敗選後，已逐漸淡出嘉義縣政壇。就地域而言，海線地區屬黃派（泛藍）地盤，山線地區則屬林派（泛綠）勢力範圍。
雖然嘉義縣過去曾為泛藍長期執政的縣市，但在歷史上，反國民黨情結一直存在於該縣。早在臺灣戰後時期之初，反國民政府之二二八事件在嘉義縣的戰鬥便極為激烈，且傷亡也十分慘重。該縣亦是獨派意識濃厚的台灣基督長老教會勢力較大的地方之一。而隨著2001年林派轉向泛綠，嘉義縣政治版圖更迅速的綠化。
1950年10月25日，臺灣省調整行政區域，由原省轄嘉義市長羅仲若代理縣長職務。1951年，開始實施地方自治，首任民選縣長為林金生，:58自此，嘉義縣共計舉行了十九屆的縣長選舉。經2022年嘉義縣縣長選舉後，由民主進步黨籍的翁章梁當選第十九屆縣長。
嘉義縣立法委員共分為二個選舉區，分別為嘉義縣第一選舉區（六腳鄉、東石鄉、朴子市、太保市、布袋鎮、義竹鄉、鹿草鄉、水上鄉）與嘉義縣第二選舉區（溪口鄉、大林鎮、梅山鄉、新港鄉、民雄鄉、竹崎鄉、中埔鄉、番路鄉、阿里山鄉、大埔鄉），經2024年中華民國立法委員選舉後，嘉義縣第十一屆立法委員第一選舉區由民主進步黨籍的蔡易餘當選；第二選舉區亦由同黨籍的陳冠廷當選。

## 經濟

### 一級產業
嘉義縣位於橫跨熱帶與副熱帶交界，具由西向東為沙洲、沿海、平原、丘陵與山地等多種地形、海拔高度自海平面至臺灣最高點的玉山（3952公尺），有著熱帶、溫帶、高山等豐富的生態系統等優異條件，是臺灣農業大縣之一，造就嘉義縣農業蓬勃發展的自然條件:1。嘉義縣的農業史可追溯至古時臺灣原住民平埔族及鄒族進行農耕、狩獵及採集，荷蘭、明鄭、清領時期更有大量漢人移民拓墾，日治時期興建的嘉南大圳使農產量得以提昇，至今已發展為現代化農業，持續改進耕作技術、降低農業成本和推行農業機械化:1。
嘉義縣以種植稻米為主，其種植面積達25,463公頃，是臺灣稻米總種植面積第四位的縣市（10.44%），1996年亦一度僅次於雲林縣為全臺第二:367。其他蔬果農產品種類亦豐富，如玉蜀黍、高梁、竹筍、柑橘、甘藷、飼料玉米、蜀黍（高梁）、大豆、紅豆、茶葉、菸草、甘蔗、落花生、竹筍、蘆筍、甘藍、花椰菜、西瓜、香蕉、鳳梨、柑橘類、龍眼、柿子、檳榔等:22。除了農作物外，嘉義亦有發展小規模漁業，主要以漁筏做捕撈工作。嘉義漁獲產值曾高達15億新臺幣，近來因漁業資源枯竭和油價高漲等因素使漁民出海捕撈意願降低，產業規模亦相對縮小:594。
嘉義縣農產品出口共達1822萬公噸（1579萬美元），其中畜產品約15萬公噸（84萬美元）、水產品約68萬公噸（193萬美元）:258。

### 二級產業
嘉義縣的工業在日治初期以前，以手工業、農產加工業為主，尤其製糖、樟腦等較為重要。日治時期以後，樟腦逐漸沒落，製糖在總督府大力扶植並引進機械設備後，製糖業更趨重要。日治後期甚至在嘉義縣地區嘗試發展採礦工業，如曾在中埔鄉、梅山鄉積極鑽探石油及天然氣，惟因產量不多，礦區交通不便，後來均歸失敗。此外又曾於大埔鄉調查煤礦，但未開掘；阿里山鄉地區雖有煤礦但因交通不便，亦無開採價值。此外在日治時期，阿里山林區開始進行大規模採伐，進而影響嘉義縣木材業的發展。:4
戰後除了延續發展製糖業、木材業外，亦有民營事業嘗試發展製紙及食品加工業，1971年以前，成果乏善可陳。1973年起在政府的規劃下逐漸成立頭橋、民雄、義竹、朴子工業區，工業區地段的規劃與管理，提供了嘉義縣工業較為合理的發展空間，也成為嘉義縣目前重要工業的集中地。:11
目前嘉義縣有民雄及頭橋工業區:28-31、嘉太工業區:31-34、朴子及義竹工業區:34-52等三大工業區。頭橋工業區開發較早，於1973年4月開發完成，因工業用地不敷工業需求，政府又於1978年5月，開發了民雄工業區，並於1982年3月間全部完工:28，頭橋、民雄工業區二者合計共330公頃，其中工業區建廠用地255.3公頃，公共設施57.7公頃，社區用地17公頃，進駐廠商主要以食品、化學、塑膠、竹木及非金屬製品、機械、電子、運輸、橡膠、金屬製品、水泥製品、家具、紙類等業別為主:29。嘉太工業區設置在太保市，於1974年3月至1975年12月完成，開發總面積為60公頃，可供設廠面積為51.0221公頃，公共設施用地為8.9779公頃，進駐廠商主要以為金屬製品、機械設備、運輸、食品、塑膠、化學、非金屬、紡織、紙類等業別為主:31。朴子工業區座落於朴子市南郊，屬於小型綜合性工業區，於1981年6月完成，進駐廠商主要以無嚴重污染之中小企業為主，義竹工業區座落於義竹鄉與布袋鎮之間，其規劃屬於農村型工業區:34。
近年嘉義縣政府經濟發展處規劃以吸引投資設廠，擴大招商將爭取臺商、外商到嘉義設廠，以發展精密機械、高科技產業、生物科技產業等，二大園區大埔美智慧型工業園區（大埔美精密機械園區）、馬稠後工業園區（馬稠後產業園區），其他尚有水上南靖工業園區（水上南靖產業園區）和中埔公館工業園區（中埔公館產業園區），以及興建中的科技部南科嘉義園區與國家中山科學研究院-航太暨無人機院區。

### 三級產業
嘉義縣內有臺灣銀行太保分行:159—162、臺灣土地銀行民雄分行:163—166、第一商業銀行朴子分行:166—172、彰化銀行大林分行:172—173、華南銀行朴子分行:173—175、合作金庫商業銀行朴子分行和北朴子分行:175—180、京城商業銀行梅山分行:180—183等八家銀行分行及嘉義縣農會（位於嘉義市）。嘉義縣的商業情況隨著人口及農工業的進步而有所發展，凡涉衣食住行所需物品的買賣、租賃業、倉儲業、製造業或加工業、印刷出版業、金融業、運輸業、代辦業等應有盡有:55。1961年底各業家數：買賣業6,026家為最多，製造或加工業3,216家次之，設場屋以集客之業1,005家又次之，總數11,079家，比1954年底之6,239家，增加七成餘。1993年該縣商業登記現有家數為13,421，十餘年來多為微幅增減，至2006年為15,519家，公司資本額總數則是從新臺幣
18億6,700多萬增至22億7,200多萬元。以2006年為例，各行各業中以批發及零售業家數9,921家最多，占登記家數63.93％，再次為其他服務1,589家，占10.24％:55。
阿里山鄉地區於日治時期以優質針葉木聞名，為了方便運輸珍貴的木材資源，由嘉義市建築鐵路至阿里山:712，使得林產品出口共達39,849公噸（93,785美元）:258。惟現已砍伐殆盡，人工造林又選擇單一樹種且為經濟價值較差的柳杉，紅檜扁柏等巨木僅餘少數，遂轉為發展觀光業，但該處時有水災、地震，常造成鐵路受損。原有著名的象徵阿里山神木，唯因雷擊加雨侵蝕受損，危及遊人安全，遂予以放倒。

## 文化

### 藝文活動
嘉義縣的藝文活動，日本時代以前並不活躍，故在史籍中少見記載。繪畫、文學人才則多外流至其他地區。日本時代後則開始進入黃金時期，陳澄波、張文環均在新文學上有所貢獻。1927年以後，受到日本官方主導臺灣新美術發展的影響，嘉義民間自組畫會的情況相當普遍，在當時是全臺畫會最密集的地區。其中「春萌畫會」、「鴉社書畫會」、「墨洋會」、「自勵會」等皆大力推動畫藝發展。1930年代，嘉義畫家不但可自成「嘉義青年畫派」、「諸羅派」等派別，在官方展覽中也成果豐碩，贏得「畫都」美譽:72-78。
二戰後，因為林木業隨日人離去而蕭條，加上二二八事件等因素讓嘉義曾有的文化活力遭到相當的壓抑沈寂，各項藝文活動呈現衰退狀態。近年來，嘉義縣文化觀光局，每年度均有推展配天宮賞燈花、鄒族民俗戰祭Mayasvi、阿里山花季、瑞里紫藤花季、東石漁人碼頭海之夏祭、鄒族小米收穫祭、布袋謝鹽祭、阿里山日出印象音樂會等年度例行節慶活動之外，也承接了2004年及2022年的國慶煙火表演、2007年豬年臺灣燈會，及2018年狗年臺灣燈會等大型活動。

### 文學
嘉義縣古典文學之發展，始於清代，除明代遺老與清廷游宦之外，文教敷施所形成的科舉階層，同樣也為古典文學之書寫增添新頁:151。嘉義縣的古典詩書寫，與其他區域的詩人相似，有許多是擊鉢課題的作品，題目為老妓、東方朔、司馬光、菊圃等，為遊戲性質，內容平淡，技巧也僅止於合律而已。至於閒詠之作，綜觀嘉義縣古典文學書寫之主題，大致可分為社會主題與地景主題兩類:228。社會主題為漢詩人在以儒家為主流的文化傳統陶冶下，多懷抱著參與社會、建極立制的殷切心念，臺灣古典詩人也不例外:228。古典詩人因仕宦、遊歷或居住於該縣，與原住民互動，遂於作品中留下或細膩、或粗略、或本位之描述:228。進入日治時期發展，嘉義縣之發展與臺灣整體緊密結合，自然亦應視為社會主題之一:229。嘉義縣以自然景觀特出之故，關於地景之書寫異常豐富。嘉義地區中間有大片地勢低平肥沃，居臺灣南北交通要衝，行旅往來頻繁，漢人墾拓甚早，境內多有顏思齊、鄭芝龍舊部的遺跡:245。關於嘉義縣地景的創作文獻中，無論是遊宦墨客還是本土文人，玉山書寫出現得較早，它幾乎成為清代對諸羅縣，甚至是對臺灣想像的象徵。此外，阿里山的森林資源，帶來日本的重點開發，因而日治時期，便出現了對阿里山的大量書寫。至於朴子地區的書寫，則由於詩人楊爾材在日治後期遷居朴子，留下許多風土的吟詠，成為志書纂修的重要材料。東石、布袋等海濱勝景自古便是騷人冶遊玩賞之地，黃傳心、黃秀峰的江濱吟社、石社、岱江吟社等，都有不少關於波濤漁事的創作。以故，就地景看嘉義縣古典文學，具有一定的區域特色與意義:246。
現代文學方面，嘉義縣實為一開放性結構，不夠封閉，與嘉義市無法區隔，縣籍作家皆以嘉義市為活動範圍，進入文學史殿堂的，大概就僅僅出現了張文環。戰後，嘉義縣現代文學作家散居各地，形成當代文化標準的離散現象:273。
在嘉義縣出生的作家、文學評論者有黃武東、朱少麟、吳長耀、李漢偉、保真（本名：姜保真）、凌煙（本名：方莊淑楨）、唐捐（本名：劉正忠）、孫維民、徐望雲（本名：徐嘉銘）、陳念萱、章緣（本名：張惠媛）、辜振豐、葉覓覓（本名：林巧鄉）、舞鶴（本名：陳國城）、劉富士、伊格言（本名：鄭千慈）。

### 宗教信仰與民俗活動

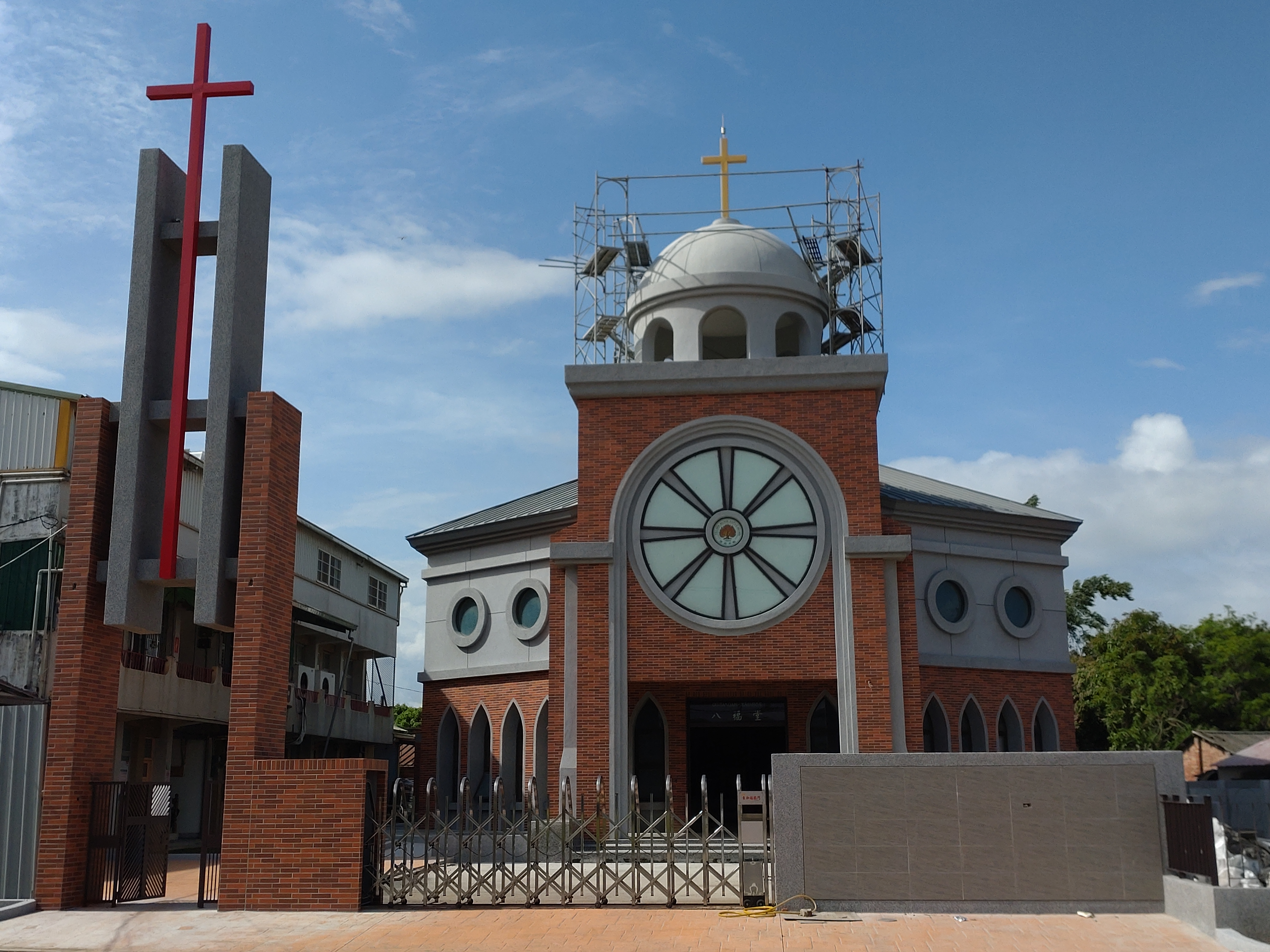
牛挑灣教會為嘉義縣第一間教會，設立於1885年，母會為嘉義東門教會

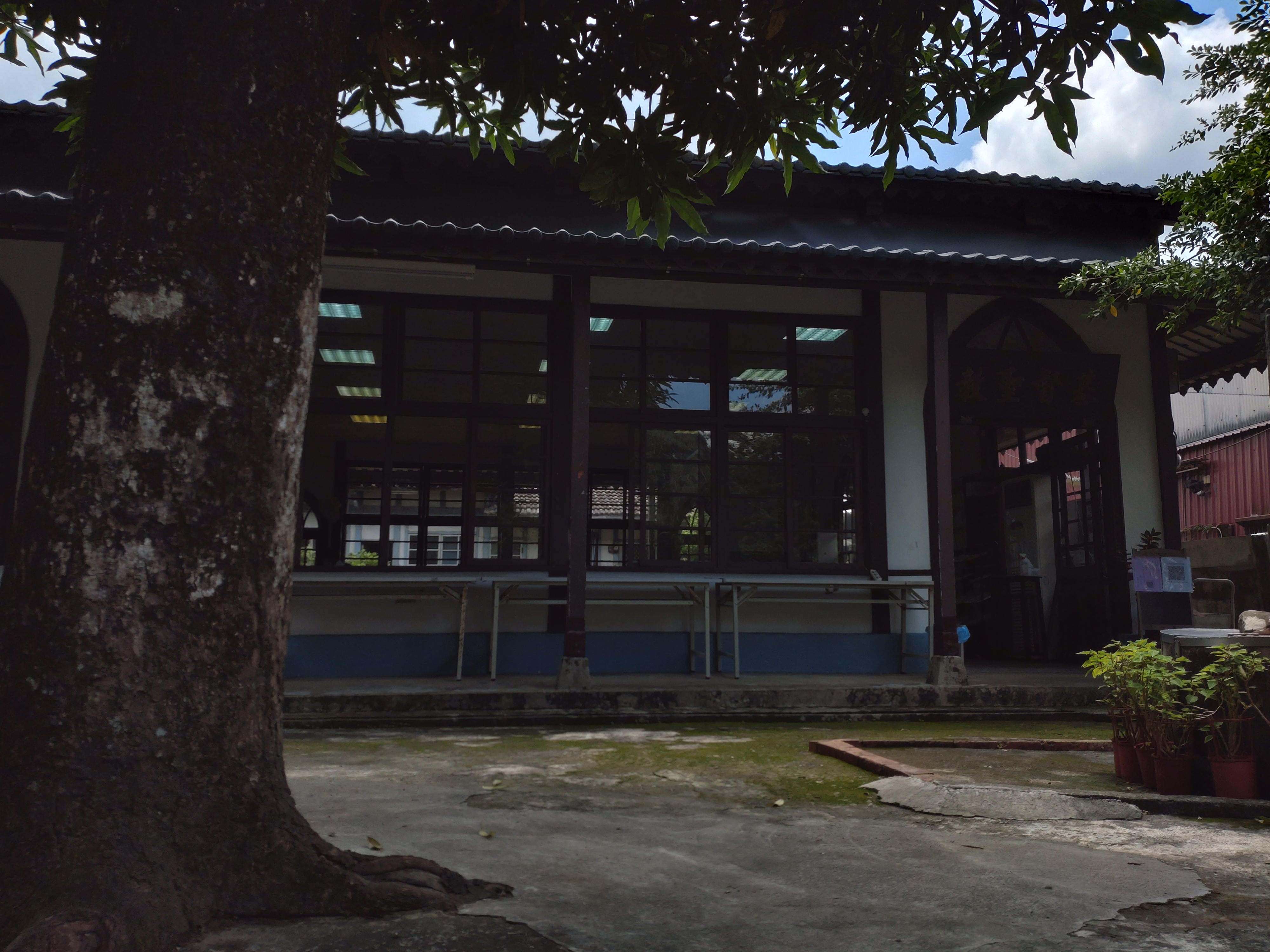
原嘉義教會(今嘉義東門教會)禮拜堂為嘉義現存最早的基督教禮拜堂，建於1918年，後遷至番路鄉菜公店，成為番路教會禮拜堂

嘉義縣民主要的宗教信仰以臺灣民間信仰、道教、佛教、基督新教、天主教、一貫道等為大宗。縣境內常見的宗教民俗活動有新港奉天宮每年農曆三月間舉行的大甲媽祖遶境進香活動。朴子配天宮樸仔腳媽祖於農曆三月二十二、二十三日兩天，舉行聖母出巡遶境活動。
民雄大士爺廟於農曆七月二十一日至二十三日，舉行「民雄大士爺文化祭」活動。白杞寮玉山岩於農曆正月十五日前後選擇兩天，舉行「白杞寮玉山岩觀音佛祖遶境」活動。

### 古蹟及文化資產
截至2016年底，嘉義縣內由政府機關所指定的文化資產包括二處國定古蹟、二十處縣定古蹟、十三座歷史建築以及三處文化景觀，其中1682年創建的半天岩紫雲寺是全縣最古老的古蹟，主祀觀世音菩薩，而為國定古蹟之一的「笨港水仙宮」則是乃其設計手法利用了臺灣很少見的蹺蹺板的槓桿原理來支撐屋簷中央的重量而獲得指定。
嘉義縣境內的新港奉天宮、溪北六興宮、朴子配天宮、新港大興宮、民雄大士爺廟、中埔吳鳳廟等寺廟建築為縣定廟宇古蹟。此外竹崎車站、蒜頭糖廠五分車站、奮起湖車庫等鐵道文化建築及「東石郡郡役所」（現為嘉義縣警察局朴子分局）廳舍為日本時代所興建的縣定古蹟。
嘉義縣擁有不少歷史建築，如國家廣播文物館的中央廣播電臺民雄分臺廣播文物館、中央廣播電臺民雄分臺日式招待所、中央廣播電臺民雄分臺日式宿舍區、六腳陳港宅第、番路鄭家古厝、原朴子上水道頭設施群、牛挑灣吳杯初濟生病院、原牛挑灣公學校校長宿舍、朴子國小舊禮堂、蒜頭糖廠木造宿舍區（含甘堂）、新港臺糖復興鐵橋、貞愛親王殿下御上陸紀念之碑、後寮羅氏宗祠等。

### 飲食與特產
嘉義縣的小吃種類繁多，有來自東石、布袋漁港的蚵仔、蝦子及各類海魚，以貝類西施舌最為珍貴。此外，還有民雄的鵝肉、鳳梨酥、金桔果醬，溪口米粉宮四十年傳統肉粽，新港歷史悠久的特產新港飴、笨港餅，梅山聞名的梅子、筍乾，大阿里山區的山蘇、山芹菜、溪蝦、溪魚等風味小吃及高山茶等，高山茶以阿里山茶聞名海內外:447-448。
著名的特產新港飴又稱雙仁潤，以麥芽糖和花生仁製成，始創於清朝領臺末期，其外表形狀有如老鼠，最早稱為老鼠仔糖，日治時代聲名大起，迄今不衰。奮起湖車站的鐵路便當及老街的大餅，為觀光客必嚐的佳餚與伴手禮:448。
阿里山原住民鄒族人的米食製品有小米麻薯、小米酒、竹筒飯等，由於受到平地人飲食習慣影響，竹筒飯也在內部放入香菇、蝦米、肉類等，成為觀光特產:448。

### 博物館

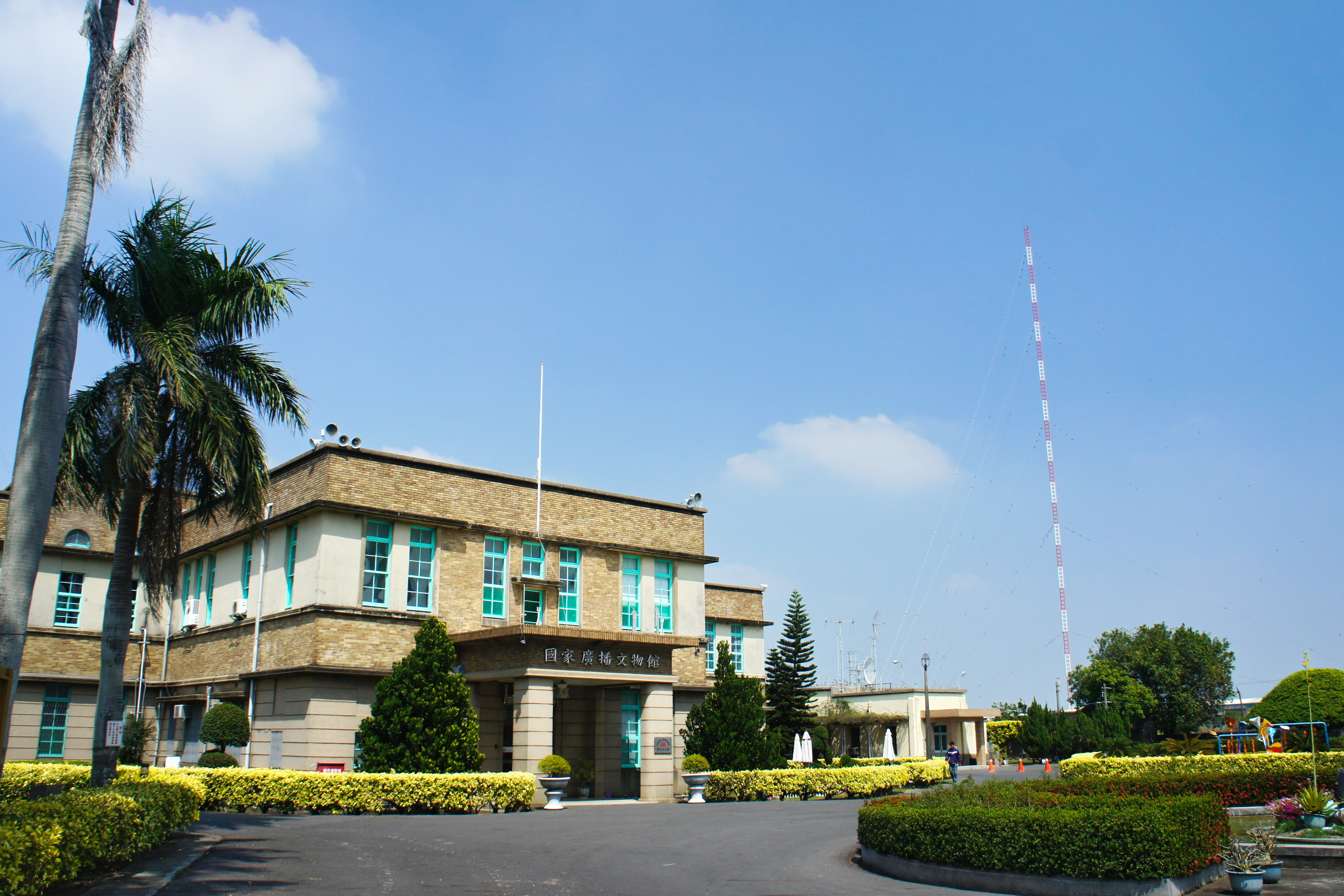
國家廣播文物館

嘉義縣境內經中華民國博物館學會列入2004年9月版的《臺灣博物館名錄》的博物館有梅山鄉的梅山農村文化館、阿里山鄉的蘭后山莊鄒族文物館、中埔鄉的中華民俗村民俗文物館、朴子市的梅嶺美術館、新港鄉的財團法人新港奉天宮歷史文物展、嘉義縣自然史教育館、民雄鄉的國家廣播文物館、臺灣菸酒股份有限公司嘉義酒廠酒類文物館、溪口鄉的鄭成功文物紀念館、民俗童玩館。

### 媒體
嘉義地區最早的廣播電臺起源於日治時期的1941年成立的臺灣放送協會嘉義放送局，但全部節目皆來自日本放送協會（NHK）日本東京及臺灣放送協會臺北放送局，尤其以東京的節目為主，播出時間也只限於特定時段，並以日語播送。1945年，由中央廣播事業管理處，接收改制為「中國廣播公司嘉義臺」:194，成為嘉義地區第一家廣播電臺。此後，依序為正聲廣播公司嘉義臺:196-198、復興廣播電臺嘉義臺:198-200等三家廣播電臺成立。在電視媒體方面，1996年正式開播的國聲有線電視、大揚有線電視及2000年開播的信吉電視臺為嘉義縣的三家有線電視臺。

### 體育

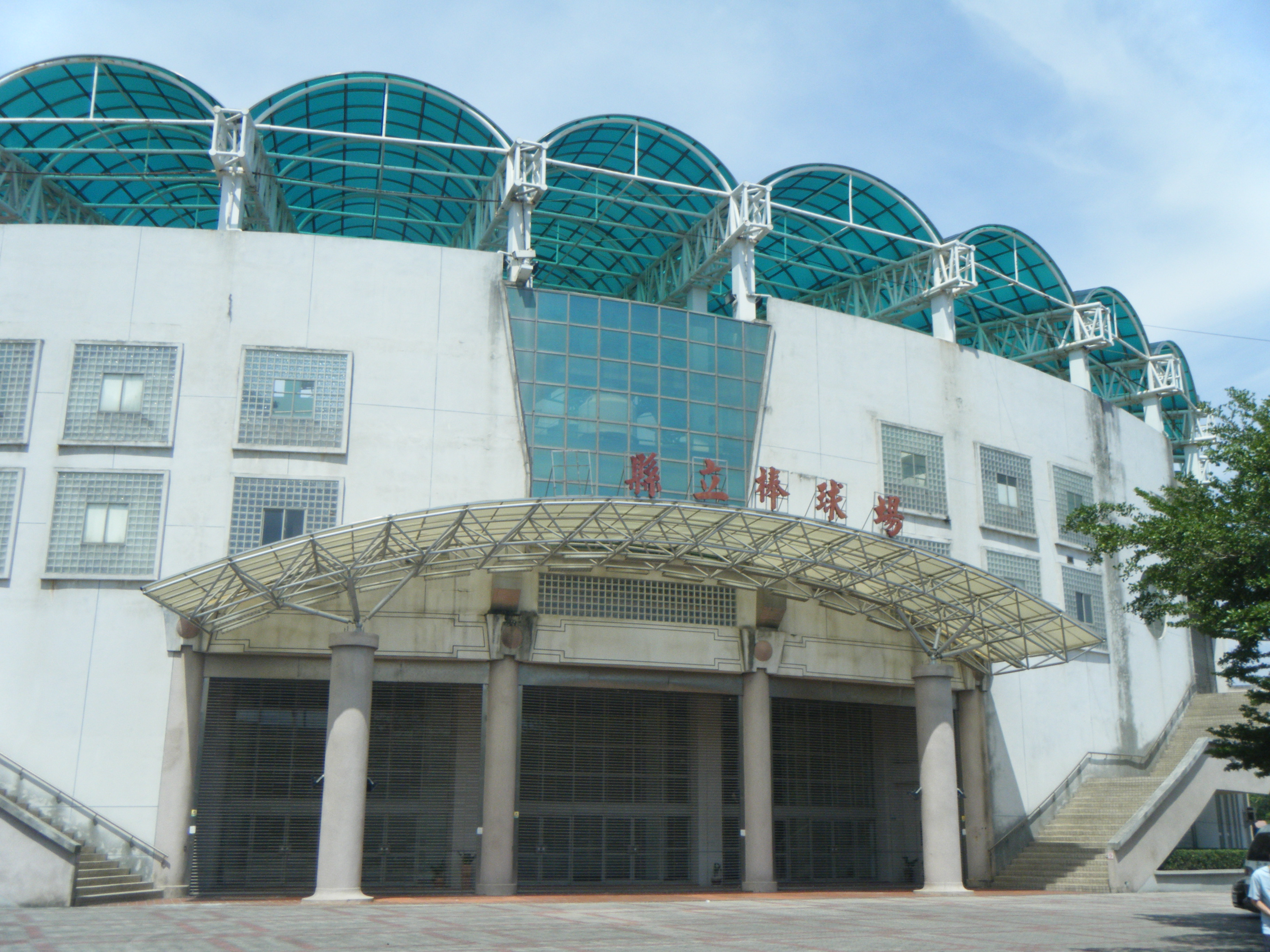
嘉義縣立棒球場

嘉義縣的體育發展自日治時期開始，當時臺灣體育業務龍頭「臺灣體育協會」成立之後，於臺南州設有支部。嘉義當時只是轄下的一個郡，但由於嘉義街其時為一個非常繁榮的都市，經由初代郡守河東田義一郎及地方人士的爭取，於1922年成立嘉義支部:549。1924年，臺灣體育協會選擇了位置適中、交通便利、氣候良好以及球場設備齊全的嘉義，舉辦了第一屆全臺灣軟式庭球選手權大會，結果由代表嘉義的百井護與元井鶴雄獲得優勝。而後該賽事每年年初固定在嘉義舉行，一直到1942年，因太平洋戰爭的關係而中止舉行:550。此外，早在1915年，嘉義市已領先其他都市而在市內舉辦野球爭霸戰。後來球隊增加而鬧出球場荒的問題。1918年，在嘉義市山仔頂興建了公園球場，成為當時臺灣最好的球場:550。嘉義農林學校野球隊、嘉義農林學校軟式庭球（網球）隊及嘉義中學野球隊為當時傑出的運動團隊:550-552。
目前嘉義縣主要體育建設由「嘉義縣立體育場」管轄，其下計有嘉義縣立田徑場、嘉義縣立棒球場、嘉義縣立游泳池、嘉義縣立體育館、嘉義縣立網球場、嘉義縣立溜冰場等場館。

## 教育

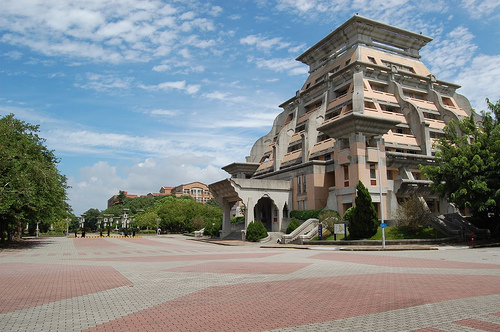
國立中正大學行政大樓

二戰後，嘉義地方仕紳林國川博士、立委蕭天讚先生即一再爭取設立大學，歷經中正醫學院（1955年）、輔仁大學農學院（1964年）、國立中山大學（1979年）的多次失敗後，國立中正大學在1989年成為嘉義縣第一所大學。2000年創立的國立嘉義大學，係由位於民雄鄉的國立嘉義師範學院:583-593及位於嘉義市的國立嘉義技術學院:567-582兩校整合成立:393-394。
1996年以來，高等教育機構漸有設置分校區的做法，該縣陸續設立三個不同規模的分校區，最早是1998年啟用的國立臺灣體育學院設置嘉義校區，以及九十三學年度啟用的長庚技術學院嘉義分部，與大同技術學院太保校區:390-391。2009年啟用崇仁醫護管理專科學校大林校區，2015年國立臺灣體育運動大學裁撤嘉義校區，並將校地無償撥用給嘉義縣政府，校區建物則由縣府編列預算購買，承租的田徑場、游泳池也一併歸還。
嘉義縣現有大專院校6所，分別為國立中正大學、國立嘉義大學民雄校區、南華大學、長庚科技大學嘉義校區、吳鳳科技大學、崇仁醫護管理專科學校大林校區共6校，公私立高級中學9所，分別有國立東石高級中學、國立新港藝術高級中學、國立嘉科實驗高級中等學校、嘉義縣立竹崎高級中學、嘉義縣立永慶高級中學、嘉義縣私立協同高級中學、嘉義縣私立同濟高級中學等7所普通型高級中學，以及國立民雄高級農工職業學校、嘉義縣私立萬能高級工商職業學校等2所技術型高級中學等。其他公立教育機構計有21所國民中學、122所國民小學、2所國民中小學。

## 醫療
嘉義縣醫療資源較為缺乏，嘉義區域醫療網可分為嘉東、嘉北、嘉西、嘉義等四個次醫療區，:412，目前有地區級醫院4家，包括1家部立醫院。1959年7月，「嘉義榮民醫院」於竹崎鄉灣橋村設立灣橋分院，並於1966年獨立為「灣橋榮民醫院」（現名臺中榮民總醫院灣橋分院）。1985年4月7日，「臺灣省立朴子醫院」（現名衛生福利部朴子醫院）正式啟用。1995年，華濟醫院成為嘉義縣第一家區域醫院，然因經營不善，於2008年4月歇業。:4172000年，慈濟醫療體系於大林鎮落成大林慈濟醫院啟業。2002年1月，長庚醫療醫系落成嘉義長庚紀念醫院 :415。

## 交通

### 鐵路運輸

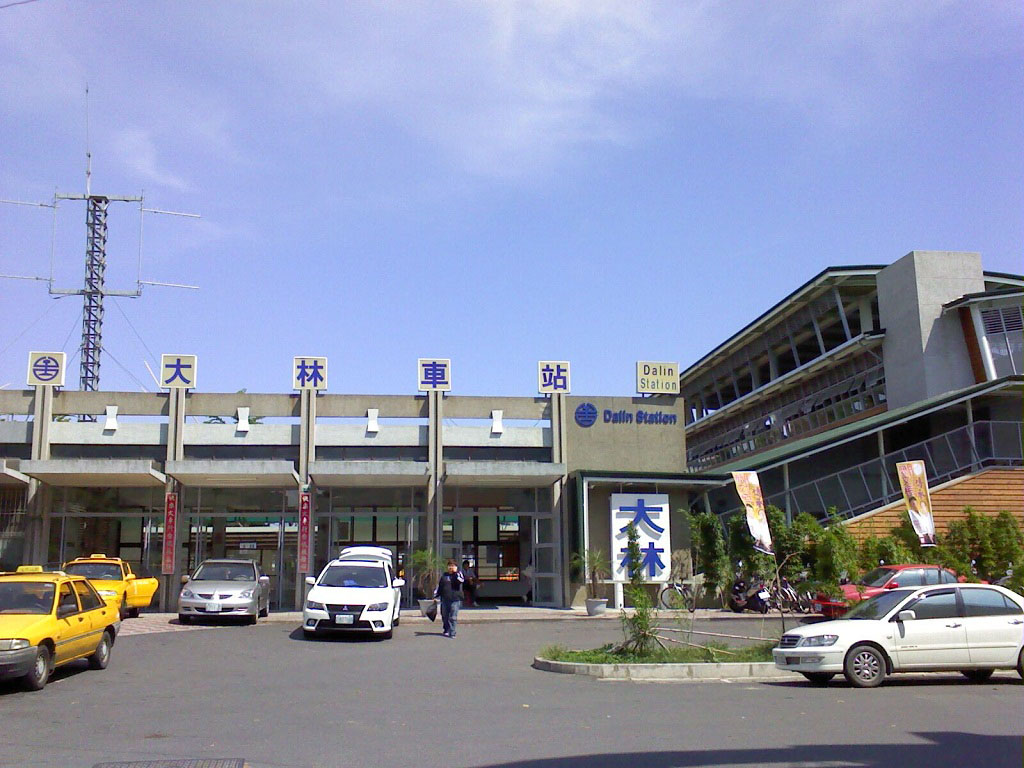
臺鐵大林車站為臺鐵首座以綠建築概念所設計的車站

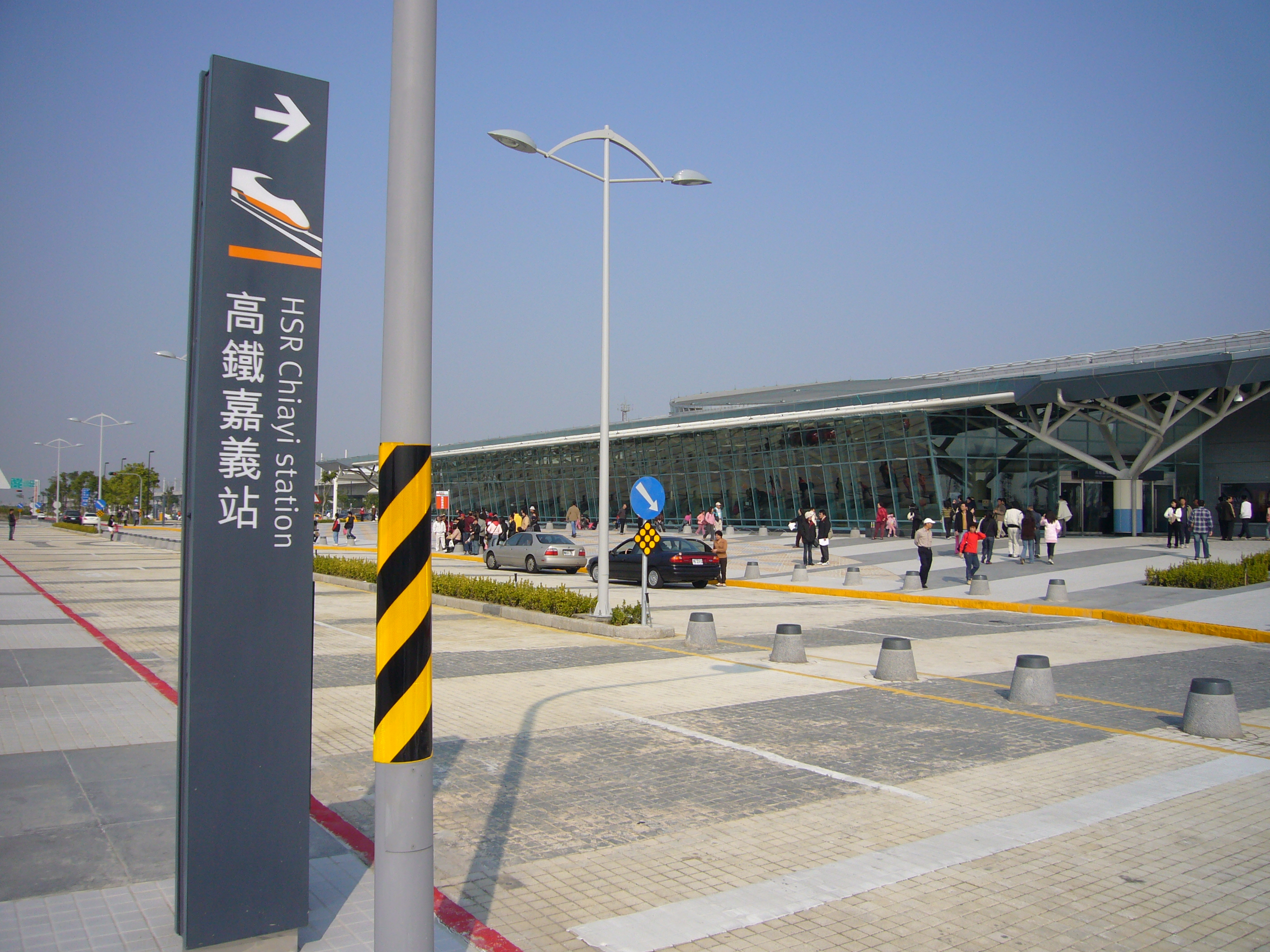
高鐵嘉義站

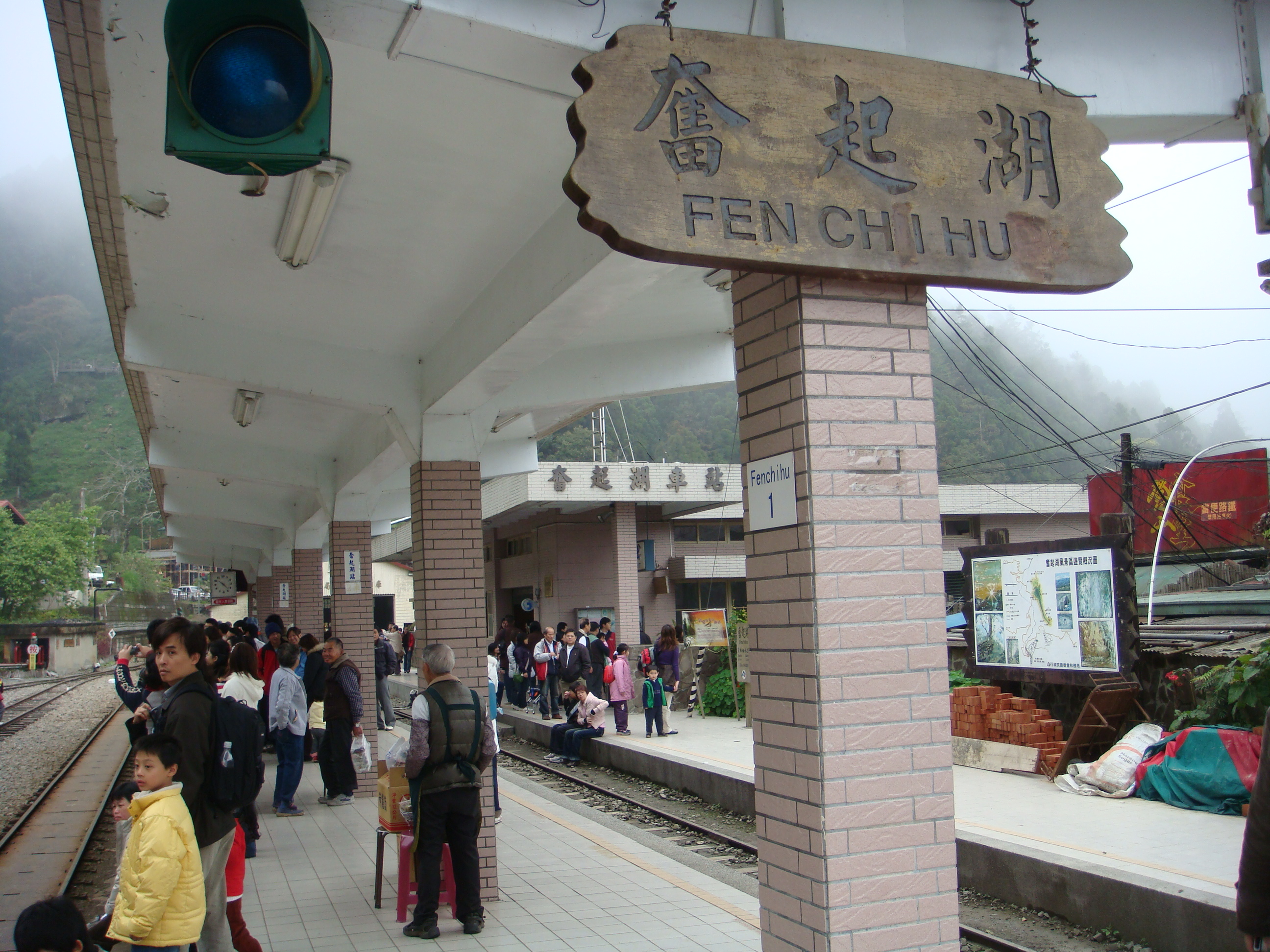
位於竹崎鄉的奮起湖車站是阿里山森林鐵路最大的中途車站

嘉義縣的鐵路運輸路線主要為臺灣鐵路縱貫線，境內設有三等站大林車站、民雄車站、簡易站水上車站及甲種簡易站南靖車站等4座鐵路車站，並於「嘉義鐵路高架化」中計畫興建北回車站一座。而在2023年1月起推動的嘉義捷運可行性研究報告中，嘉義縣未來將設有藍線與綠線等兩條路線行經。
在輕便鐵道方面，計有臺灣糖業鐵路及阿里山森林鐵路。前者昔日遍布嘉義縣平地各鄉鎮，現僅存蔗埕線觀光列車。後者由林務局管轄，2016年已全面移交臺鐵經營），分為主線阿里山線（鐵路起點位於嘉義市嘉義車站，終點至阿里山鄉阿里山車站）及支線祝山線、眠月線、神木線、水山線等路線，
是日治時期為了將阿里山林場產出之林木向外輸送而建設；林場砍伐業務在1963年結束後，成為客運與觀光的主要功能。
位於縣治太保市「高鐵嘉義車站特定區」的高鐵嘉義站是台灣高鐵的鐵路車站，東北距離嘉義市區約12公里，西南距離朴子約6公里。另與該站緊鄰的嘉義公車捷運高鐵嘉義站，已於2007年1月通車，搭乘嘉義公車捷運，從高鐵嘉義站至嘉義市中心的臺鐵嘉義車站車程為20分鐘。
嘉義市區鐵路高架化延伸計畫，通稱「嘉義都會區鐵路高架化計畫」，是將高架化起點向北延伸至民雄車站，路線增加5公里，終點向南延伸至南靖車站，路線增加6.3公里，計畫總長度增加為24.76公里，為全國僅次於高鐵高架橋第二長的高架鐵路。大林鎮亦爭取鐵路高架化延伸至大林車站。

### 公路運輸

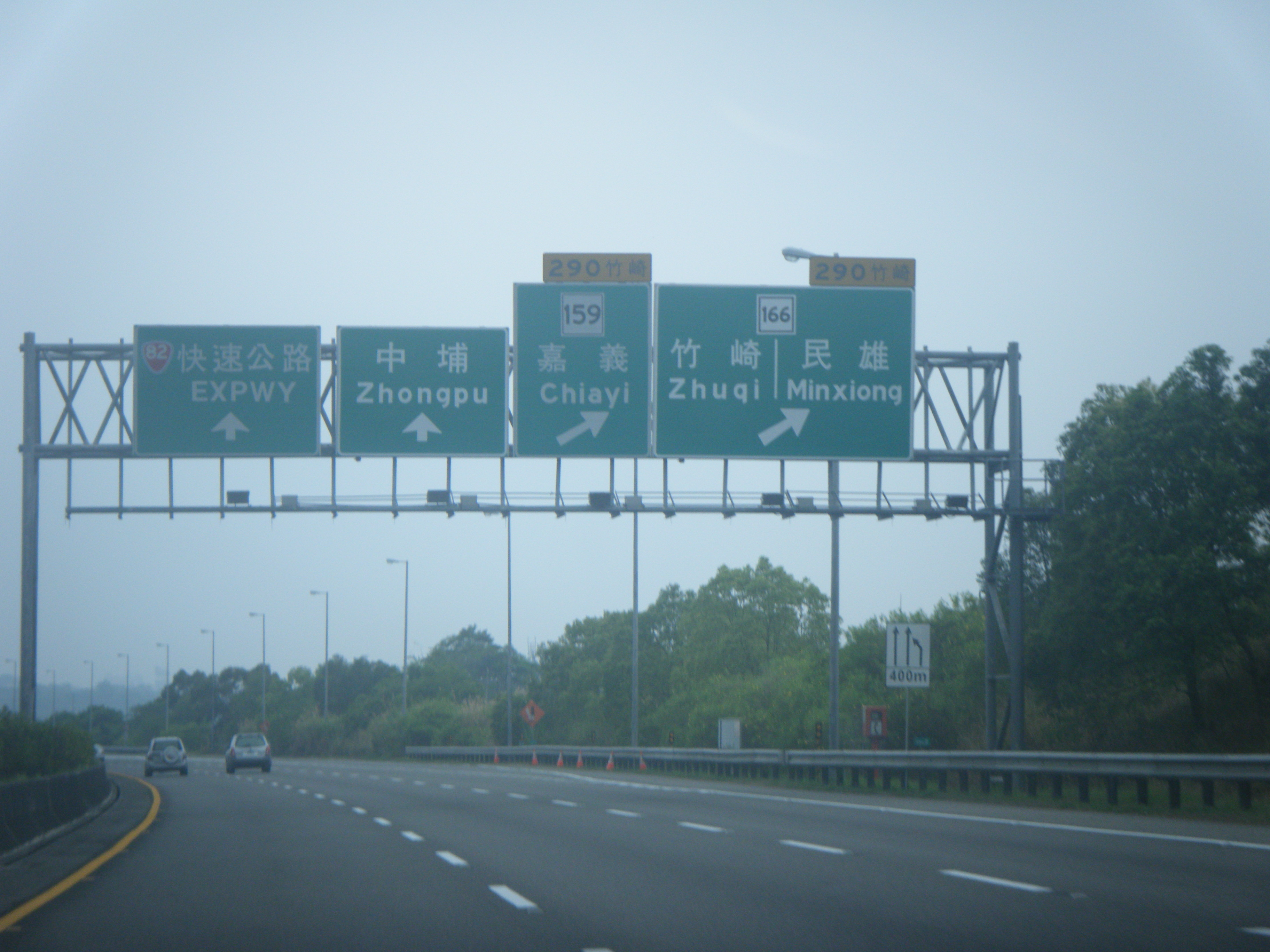
福爾摩沙高速公路竹崎交流道

通過嘉義縣境內國道高速公路有中山高速公路及福爾摩沙高速公路，中山高速公路在嘉義縣內設有4個一般交流道（大林交流道、民雄交流道、嘉義交流道、水上交流道）及1個系統交流道（嘉義系統交流道），其中嘉義交流道位於太保市與嘉義市交界處，是唯一地處縣市交界的交流道，福爾摩沙高速公路在嘉義縣內設有3個一般交流道（梅山交流道、竹崎交流道、中埔交流道）及1個系統交流道（水上系統交流道）。嘉義縣境內的快速公路有台61線（西濱快速公路）及台82線（東西向快速公路東石嘉義線）。
縣內有省道6條，南北縱貫省道為省道台1線、省道台3線、省道台17線（西濱公路）、省道台19線（中央公路）。省道台18線為東西向之重要幹道，其中從嘉義高鐵站至嘉義市區段稱為「高鐵大道」，從嘉義市區往阿里山的主要通道俗稱「阿里山公路」。省道台37線為高鐵聯外公路嘉義段，途中經過高鐵嘉義站。
嘉義縣現有縣道13條、支線5條及聯絡臺南市市道2條。跨縣市縣道有縣道145號、縣道149號、縣道157號、縣道159號、縣道163號、縣道164號、縣道165號。全線在縣內的縣道有縣道161號、縣道162號、縣道166號、縣道167號、縣道168號、縣道169號、縣道170號。跨縣市的縣道支線為縣道145甲線、縣道149甲線、縣道159甲線，全線在縣內的縣道支線有縣道162甲線、縣道162乙線。市道分別為市道165號及市道172號。
除了上述公路，嘉義縣還有鄉道公路系統存在，遍佈全縣。

### 大眾運輸系統

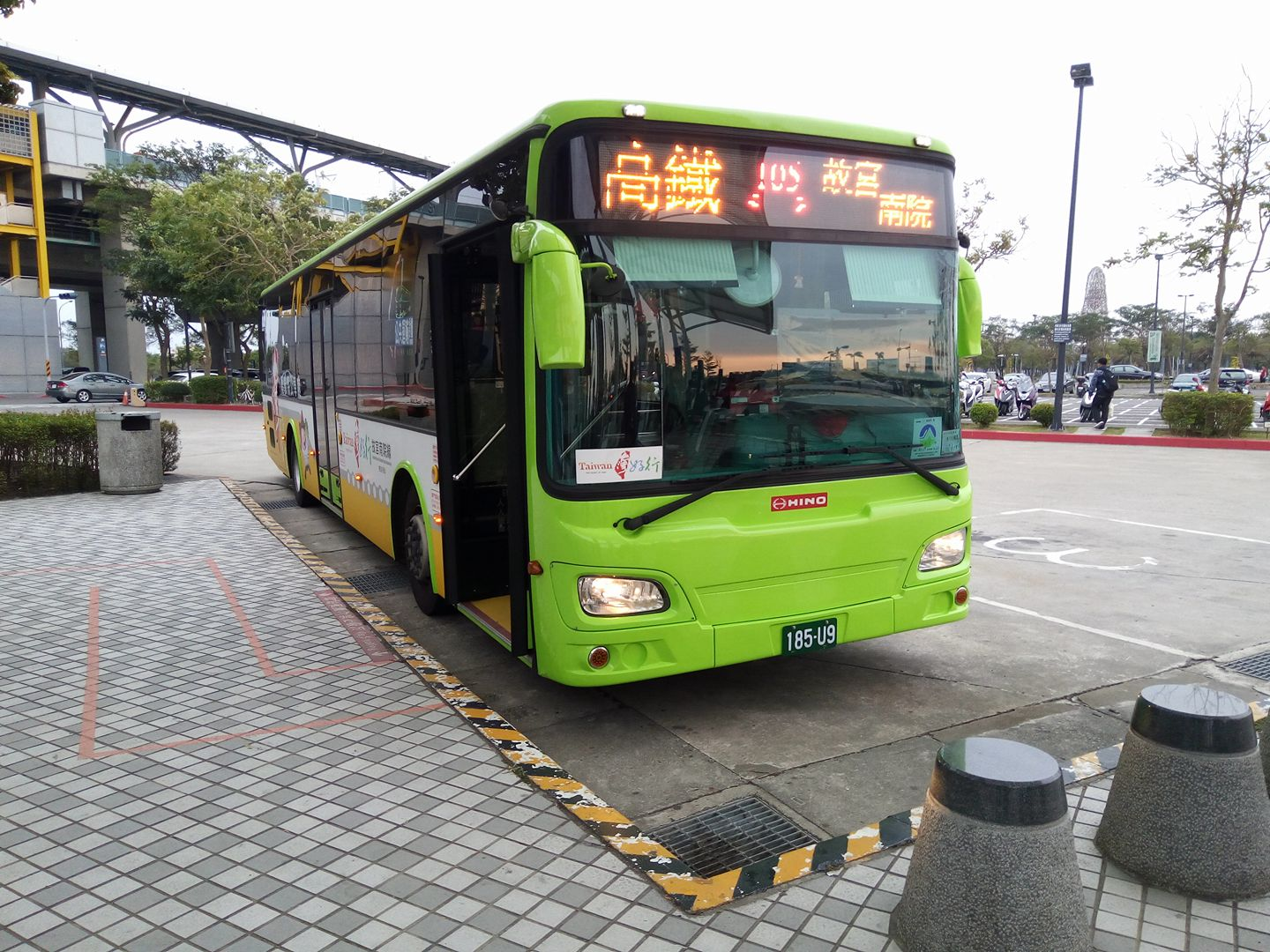
嘉義縣市區公車

嘉義縣境內的公車運輸有嘉義公車捷運、嘉義縣市區公車（含縣公車共計8條路線）及嘉義客運、嘉義縣公車、國光客運、統聯客運、阿羅哈客運、日統客運、大台南公車（含新營客運、興南客運及漢程客運共計12條路線）、臺西客運、員林客運、臺中客運等，提供交通運輸。另嘉義市公車忠孝新民幹線（紅線）支線駛入民雄工業區，為嘉義市公車首次駛入嘉義縣，可為縣民提供便捷的公共運輸服務，後續紅線及樂活1路亦分別駛入中埔鄉及水上鄉境內。

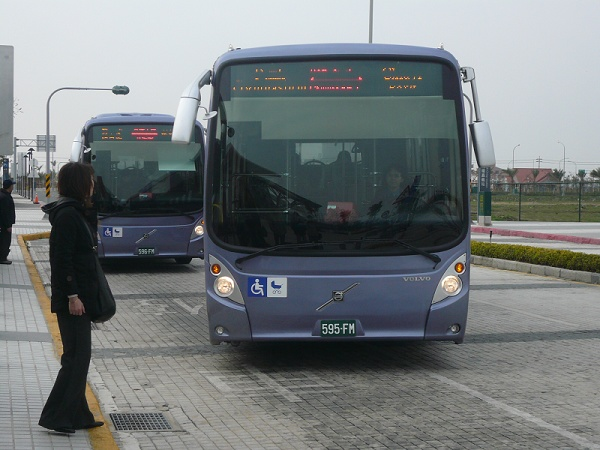
嘉義公車捷運BRT

嘉義公車捷運是全臺灣第一條公車捷運系統，於2008年1月31日開始啟用，除了有嘉義縣治銜接線、嘉義市區銜接線（合為7211路線公車），另有主線（7212路線公車）行駛於臺灣高鐵嘉義站和臺鐵嘉義車站之間，具有公車專用道、停站數少、站間距離長、公車動態顯示系統及專屬候車亭、公車優先號誌系統、低底盤公車等特色，與一般公車系統不盡相同，故有嘉義公車捷運之稱。搭乘嘉義BRT前往高鐵嘉義站免費，在高鐵站上車需憑高鐵票根可免費搭往其他站。

### 海運
嘉義縣的港口有布袋港及東石漁港等兩大港口。

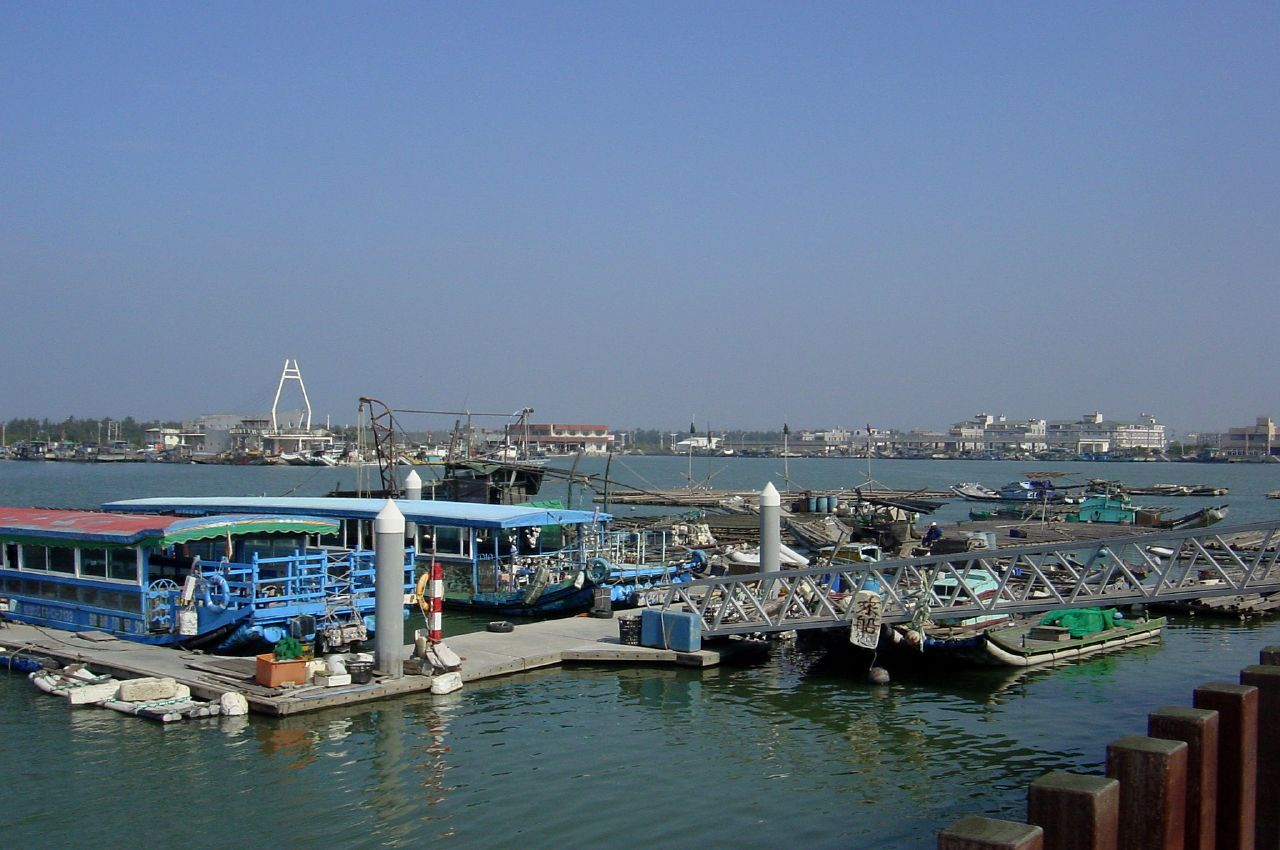
東石漁港一景

東石漁港在明清時期是西部重要漁船進出港。近年來，因泥沙淤積，已逐漸轉型為觀光漁港型態。此漁港位於東石村東石舊漁港下游1.5公里朴子溪出海口北側，於1986年配合東石海埔地綜合開發計畫所興建，以漁獲豐富著名，供應全臺各式各樣的新鮮海產，為臺灣西部重要的漁獲進出港，目前已逐漸轉型為觀光漁港，在新漁港區設有漁人碼頭、臨海觀景休憩區、木棧道等觀光休憩設施，可搭乘扁舟出海到「外傘頂洲」上遊覽，欣賞海潮變化、養蚵生態、注視塭港燈塔構造，到沙洲捉螃蟹、摸文蛤等，冬天可欣賞到大批過冬候鳥景致:392。東石漁人碼頭以「風」、「陽光」、「魚」、「船」、「海洋」以及「燈塔」等元素規劃，呈現出多重海洋風貌，重塑漁人碼頭的意象及荷蘭風味的入口意象，主體設施包含海洋文化館、特產館、商店街、觀海亭、浮橋市場、海邊漫步平台等，並結合原有的漁港功能，提供多元化的服務:793。
布袋漁港漁獲資源豐盛，縣政府在90年代初對布袋港進行整建工程，使原本的漁港一躍成為具國際化的商港，港區針對觀光及交通兩個部分興建，遊客不僅可以在觀光漁市品嚐新鮮的海味，也能從這裡搭船前往澎湖，或搭乘觀光漁筏出海欣賞美麗的溼地生態，使漁港，具有漁港、商港、遊艇港等多功能:392、795。

### 空運

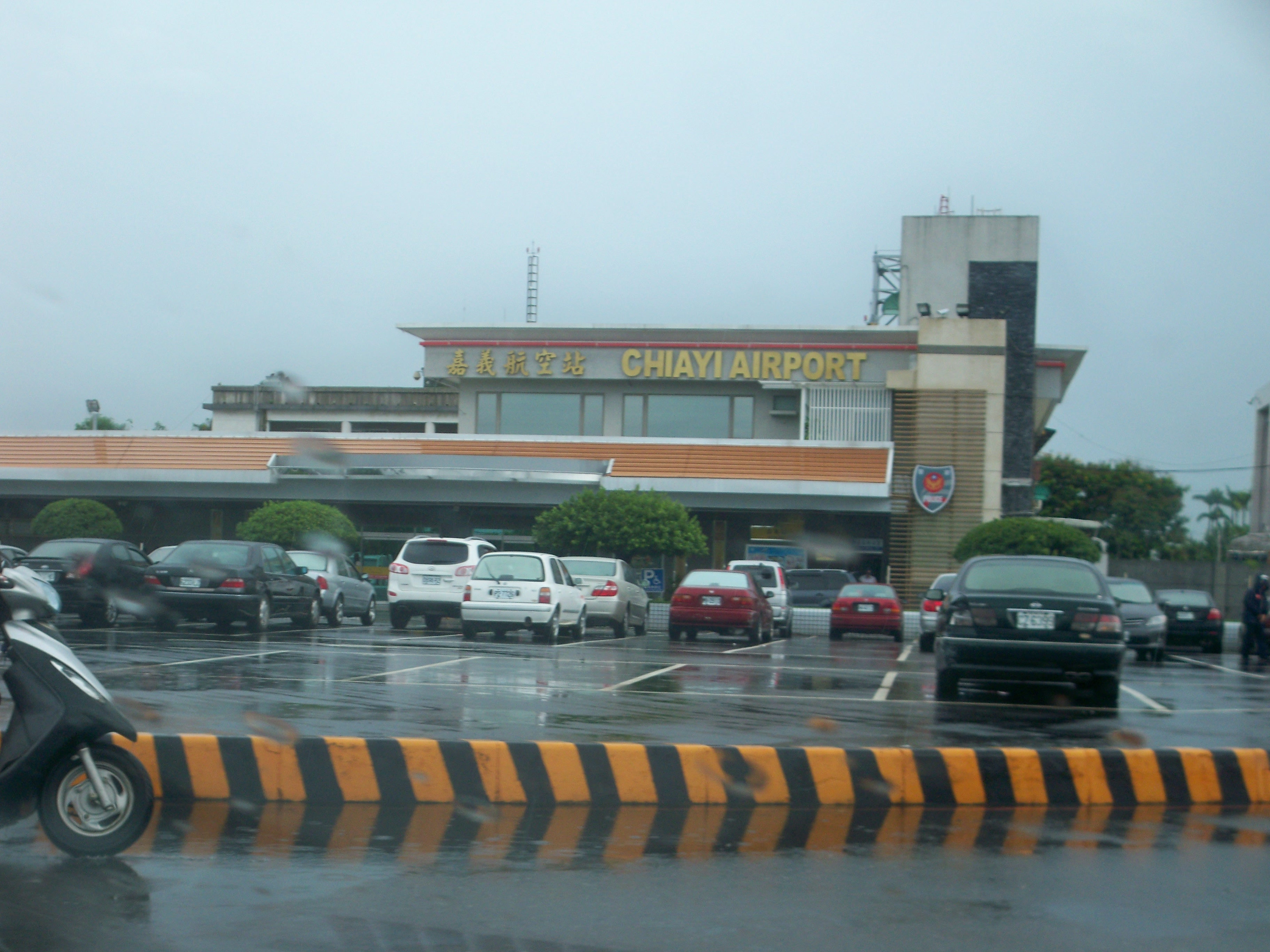
嘉義航空站

嘉義航空站，俗稱「嘉義水上機場」，簡稱水上機場，為嘉義縣境內唯一的一座軍民合用機場。民用部分於1976年5月19日開始營運，使用嘉義空軍基地跑道、滑行道及停機坪營運，管轄單位為中華民國交通部民用航空局，國內航線以飛馬公及金門航線為主，由立榮航空經營，每天有固定航班往返澎湖馬公機場及金門尚義機場。2013年5月25日、29日，中華航空包機直飛日本靜岡機場。2014年4月30日，春秋航空包機直飛上海浦東國際機場。軍用部分稱為「中華民國空軍嘉義基地」。空軍基地位於水上鄉、太保市與嘉義市交界，航空站出口位於水上鄉，距離嘉義市區約八公里，距離中山高速公路水上交流道則約有三公里。

### 公共自行車
嘉義縣公共自行車租賃系統是嘉義縣政府推動的自行車租賃系統，2023年由縣政府建設處提案，YouBike微笑單車規劃建置，2024年7月3日開始試營運，第一期在朴子市、太保市、民雄鄉、水上鄉及中埔鄉設置60個站點，配置2.0系統車型與2.0E系統車型（電輔自行車），可甲地借車、乙地還車，預計2024年底前於全縣完成設置130個站點。截至2024年12月16日，已在嘉義縣內設有97個站點。

## 休閒旅遊

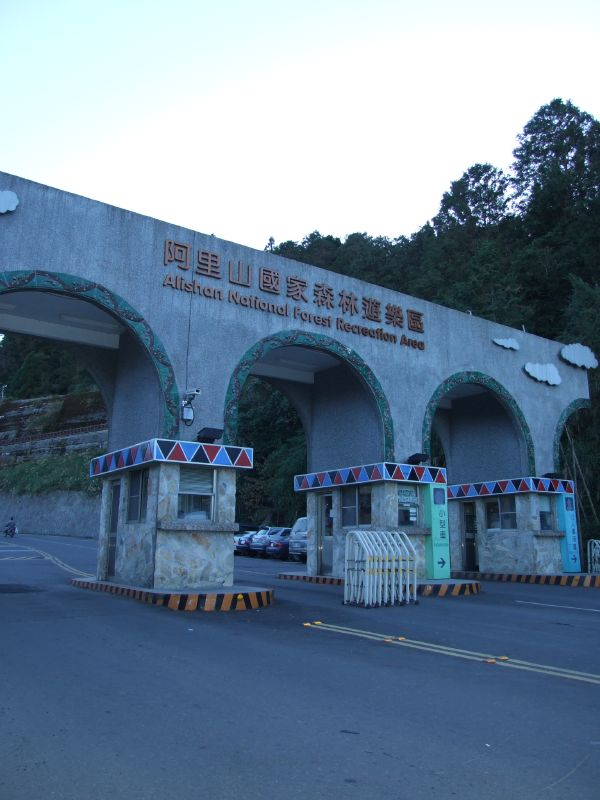
阿里山國家森林遊樂區大門一景

嘉義縣地理條件優越，山、海平原等各種地形兼具，西部濱海地區以溼地及養殖業為主要特色，中部平原的人文古蹟資源豐富，東部大阿里山的森林及鄒族文化為珍貴的觀光資源，南部曾文水庫周邊風景秀麗。:540近年來該縣逐漸推廣觀光活動，除阿里山每年三月、四月以賞櫻聞名以外，阿里山鄉山美村生態復育有成。嘉義縣主要的觀光遊憩資源有阿里山國家風景區:380-387的阿里山國家森林遊樂區:382、777-779、優遊吧斯阿里山鄒族文化部落、奮起湖風景區:384-385、785-786、觀音瀑布風景區、瑞里風景區:385-386、782等，雲嘉南濱海國家風景區:387-393的東石鰲鼓溼地:389、791-792、布袋鹽場:391、東石漁港、東石漁人碼頭:392、792-794、布袋漁港，以及竹崎鄉獨立山古道:786，番路鄉隙頂風景區:787、觸口風景區:788，中埔鄉中崙溫泉:788-789，大埔鄉曾文水庫:790、嘉義農場:790-791等風景名勝。此外，縣境內有部分景點屬西拉雅國家風景區:393-394及玉山國家公園:395的範圍。
目前阿里山國家森林遊樂區為該縣與國內之著名觀光區域:382、777-779。2017年度，阿里山鄉旅館住宿旅客高達212,727人（占28.2%）:1—2。民宿住宿旅客人數則達4,393人:3。嘉義縣觀光客以本國籍64,030人（占92.7%）最多，其次為大陸籍旅客1,228人（占1.8%），再其次依序為港澳旅客1,092人（占1.6%）、新加坡旅客1,021人（占1.5%）以及馬來西亞旅客881人（占1.3%）:2。除了阿里山之外，該縣的觀光業在國立故宮博物院南部院區及高跟鞋教堂等人文觀光景點完工後再創高峰。預計興建的國際知名建築物尚有安藤忠雄設計的「山之教堂」等建物。

### 引用
1. 1 2  . 中華民國內政部戶政司.   [2013-10-20]. （原始内容存档于2017-12-16） （中文（臺灣））.
2. 1 2 3 4 5 6 7 8 9 10 11 12 13 14 15 16 17 18 19 20 21 22 23 24 25 26 27 28 29 30 31 32 33 34  陳文尚、陳美鈴 (编). . 嘉義縣: 嘉義縣政府. 2009 （中文（臺灣））.
3. 1 2  .   [2004-05-16]. （原始内容存档于2020-12-24）.
4. 1 2  . 嘉義市: 嘉義市政府.   [2011-02-13]. （原始内容存档于2011-12-20） （中文（臺灣））.
5. 1 2 3 4 5 6 7 8 9 10 11 12 13  阮忠仁 (编). . 嘉義縣: 嘉義縣政府. 2009 （中文（臺灣））.
6. 1 2 3 4 5 6 7 8 9  張峻嘉 (编). . 嘉義縣: 嘉義縣政府. 2009 （中文（臺灣））.
7. 1 2 3 4 5 6 7 8 9 10 11 12  林德政 (编). . 嘉義縣: 嘉義縣政府. 2009 （中文（臺灣））.
8. 1 2  . 嘉義縣政府.   [2020-08-27]. （原始内容存档于2020-06-09） （中文（臺灣））.
9. 1 2 3 4 5 6 7 8 9 10 11 12 13  陳淳斌 (编). . 嘉義縣: 嘉義縣政府. 2009 （中文（臺灣））.
10. ↑  施雅軒. . 新北市: 遠足文化. 2003. ISBN 9867630122 （中文（臺灣））.
11. ↑  行政院二二八事件研究報告，105；責任歸屬研究報告，53；1947台灣二二八革命，146；二二八民變-台灣與蔣介石，143
12. ↑  解讀二二八，120；責任歸屬研究報告，53
13. ↑  二二八民變-台灣與蔣介石，143-146；1947台灣二二八革命，166-185；責任歸屬研究報告，61-63
14. ↑  責任歸屬研究報告，61-63；責任歸屬研究報告，70-71；二二八事件研究 下卷，539-541
15. ↑  責任歸屬研究報告，80-86、154-161；解讀二二八，176-186；1947台灣二二八革命，247-259；再現台灣-民國時期-二二八事件，30-32
16. 1 2  . 嘉義縣政府.   [2017-04-23]. （原始内容存档于2017-05-04） （中文（臺灣））.
17. ↑  . 太保市公所.   [2017-05-20]. （原始内容存档于2017-04-26） （中文（臺灣））.
18. ↑  . 朴子市: 朴子市公所.   [2015-11-01]. （原始内容存档于2015-05-11） （中文（臺灣））.
19. ↑  「水庫資料冊」，經濟部水利處綜計組，2000年7月
20. ↑  . 臺灣建制市的市轄區變遷.   [2017-02-05]. （原始内容存档于2017-05-04） （中文（臺灣））.
21. ↑  林昕銳、劉怡萱. . 中正E報－國立中正大學. 2018年6月20日  [2020-08-31]. （原始内容存档于2022-03-19） （中文（臺灣））.
22. ↑  蔡宗勳. . 《自由時報》. 2020-11-11  [2020-12-02]. （原始内容存档于2021-01-05） （中文（臺灣））.
23. ↑  . 嘉義縣政府.   [2017-10-18]. （原始内容存档于2017-10-18） （中文（臺灣））.
24. 1 2  . 嘉義縣政府.   [2017-12-25]. （原始内容存档于2017-12-25） （中文（臺灣））.
25. ↑  . 嘉義縣議會.   [2017-06-07]. （原始内容存档于2017-06-07） （中文（臺灣））.
26. ↑  . 嘉義縣議會.   [2017-06-07]. （原始内容存档于2017-06-07） （中文（臺灣））.
27. ↑  . 臺灣嘉義地方法院.   [2017-03-10]. （原始内容存档于2017-05-04） （中文（臺灣））.
28. ↑  . 臺灣高等法院臺南分院.   [2022-08-21]. （原始内容存档于2022-08-21） （中文（臺灣））.
29. ↑  . 臺灣嘉義地方法院檢察署.   [2017-03-10]. （原始内容存档于2017-05-04） （中文（臺灣））.
30. ↑  林清察 2006.
31. ↑  吳芳銘 1996.
32. 1 2 3 4  王建民 2003.
33. ↑  「民主化、派系政治與公民社會─以嘉義縣的社區營造與「終結派系」為例」，《台灣民主季刊》第十卷，第二期 (2013年6月)：105-37
34. ↑  劉寧顏 1993.
35. ↑  《嘉縣市》許家班強力護航 陳麗真大勝 （页面存档备份，存于），自由新聞
36. ↑  . 立法院全球資訊網.   [2017-12-26]. （原始内容存档于2022-04-16）.
37. ↑  . 立法院全球資訊網.   [2024-03-23]. （原始内容存档于2024-02-17） （中文（臺灣））.
38. ↑  委託單位：行政院農委會、執行單位：財團法人成大研究發展基金會 (编). . 嘉義縣: 嘉義縣政府. 2011 （中文（臺灣））.
39. 1 2  行政院主計總處 (编). . 臺北市: 行政院主計總處. 2018 （中文（臺灣））.
40. 1 2 3 4 5 6 7 8 9 10 11 12 13 14 15 16 17 18 19  張建俅、張秀蓉 (编). . 嘉義縣: 嘉義縣政府. 2009 （中文（臺灣））.
41. ↑  .   [2017-12-02]. （原始内容存档于2020-12-24）.
42. ↑  .   [2017-12-02]. （原始内容存档于2017-10-20）.
43. ↑  陳惲朋. . NOWnews今日新聞. 2019-10-05  [2019-10-05]. （原始内容存档于2020-11-11） （中文（臺灣））. .   [2019-10-20]. 原始内容存档于2020-11-11.
44. 1 2  林宜樟. . 自由時報. 2019-06-21  [2019-06-21]. （原始内容存档于2019-06-21） （中文（臺灣））. .   [2019-10-20]. 原始内容存档于2019-06-21.
45. 1 2  李擷瓔. . 大紀元. 2020-05-25  [2020-05-25]. （原始内容存档于2020-06-20） （中文（臺灣））. .   [2020-05-27]. 原始内容存档于2020-06-20.
46. ↑  陳惲朋. . NOWnews今日新聞. 2019-09-23  [2019-09-23]. （原始内容存档于2019-10-06） （中文（臺灣））. .   [2019-10-20]. 原始内容存档于2019-10-06.
47. ↑  陳致愷. . 台灣好新聞. 2021-09-05  [2021-09-05]. （原始内容存档于2021-10-12） （中文（臺灣））.
48. ↑  . 國家中山科學研究院.   [2020-01-23]. （原始内容存档于2020-02-16） （中文（臺灣））.
49. ↑  嘉義縣農會. .   [2017-11-17]. （原始内容存档于2017-11-19） （中文（臺灣））.
50. ↑  高振興. . 《臺灣文獻別冊》4 (國史館臺灣文獻館). 2003-03-31: 41─43頁.
51. ↑  台灣的國家風景區 陳永森；林孟龍/著 ISBN 9867630211 2004年2月出版
52. ↑  林惠源. . 國立成功大學歷史研究所碩士論文 (台南市: 國立成功大學). 2003年1月 （中文（臺灣））.
53. ↑  中央社記者江俊亮. . 大紀元. 2004-09-06  [2004-09-06]. （原始内容存档于2019-05-02） （中文（臺灣））.
54. ↑  記者周姈姈. . ETtoday新聞雲. 2022-08-28  [2022-08-28]. （原始内容存档于2022-08-28） （中文（臺灣））.
55. ↑  林宜樟. . 大紀元. 2017-02-20  [2017-04-03]. （原始内容存档于2020-02-16） （中文（臺灣））.
56. 1 2 3 4 5 6 7 8  江寶釵 (编). . 嘉義縣: 嘉義縣政府. 2009 （中文（臺灣））.
57. ↑  台灣文學館，「2007台灣作家作品目錄」搜尋系統。
58. ↑  . 中央社訊息平台.   [2017-12-18]. （原始内容存档于2017-12-18） （中文（臺灣））.
59. ↑  . 朴子配天宮.   [2017-12-18]. （原始内容存档于2017-12-18） （中文（臺灣））.
60. ↑  . 嘉義縣文化觀光局.   [2017-12-28]. （原始内容存档于2020-12-14） （中文（臺灣））.
61. ↑  . 民俗亂彈 – 臺灣民俗大小事，歡迎鄉親作夥來開講.   [2020-09-07]. （原始内容存档于2020-02-20） （中文（臺灣））.
62. ↑  . 文化部文化資產局.   [2017-03-13]. （原始内容存档于2016-12-01）.
63. ↑  . 嘉義縣文化觀光局.   [2017-05-29]. （原始内容存档于2017-05-29） （中文（臺灣））.
64. ↑  . 嘉義縣文化觀光局.   [2017-05-29]. （原始内容存档于2017-05-29） （中文（臺灣））.
65. ↑  . 嘉義縣文化觀光局.   [2017-06-01]. （原始内容存档于2017-06-01） （中文（臺灣））.
66. ↑  . 嘉義縣文化觀光局.   [2017-06-07]. （原始内容存档于2017-06-07） （中文（臺灣））.
67. ↑  . 嘉義縣文化觀光局.   [2017-06-07]. （原始内容存档于2017-06-07） （中文（臺灣））.
68. ↑  . 嘉義縣文化觀光局.   [2017-06-07]. （原始内容存档于2017-06-07） （中文（臺灣））.
69. ↑  . 嘉義縣文化觀光局.   [2017-06-07]. （原始内容存档于2017-06-07） （中文（臺灣））.
70. ↑  . 嘉義縣文化觀光局.   [2017-06-07]. （原始内容存档于2017-06-07） （中文（臺灣））.
71. ↑  . 嘉義縣文化觀光局.   [2017-06-07]. （原始内容存档于2017-06-07） （中文（臺灣））.
72. ↑  . 嘉義縣文化觀光局.   [2017-06-07]. （原始内容存档于2017-06-07） （中文（臺灣））.
73. ↑  . 嘉義縣文化觀光局.   [2017-06-07]. （原始内容存档于2017-06-07） （中文（臺灣））.
74. ↑  . 嘉義縣文化觀光局.   [2017-06-07]. （原始内容存档于2017-06-07） （中文（臺灣））.
75. ↑  . 嘉義縣文化觀光局.   [2017-06-07]. （原始内容存档于2017-06-07） （中文（臺灣））.
76. ↑  . 嘉義縣文化觀光局.   [2018-01-10]. （原始内容存档于2019-05-15） （中文（臺灣））.
77. ↑  . 嘉義縣文化觀光局.   [2018-01-10]. （原始内容存档于2019-05-15） （中文（臺灣））.
78. ↑  . 嘉義縣文化觀光局.   [2018-01-10]. （原始内容存档于2019-05-15） （中文（臺灣））.
79. ↑  . 嘉義縣文化觀光局.   [2018-01-10]. （原始内容存档于2019-05-15） （中文（臺灣））.
80. ↑  . 嘉義縣文化觀光局.   [2018-01-10]. （原始内容存档于2019-05-15） （中文（臺灣））.
81. ↑  . 嘉義縣文化觀光局.   [2018-01-10]. （原始内容存档于2019-05-15） （中文（臺灣））.
82. ↑  . 嘉義縣文化觀光局.   [2018-01-10]. （原始内容存档于2019-05-14） （中文（臺灣））.
83. ↑  . 嘉義縣文化觀光局.   [2018-01-10]. （原始内容存档于2019-05-15） （中文（臺灣））.
84. ↑  . 嘉義縣文化觀光局.   [2018-01-10]. （原始内容存档于2019-05-14） （中文（臺灣））.
85. ↑  . 嘉義縣文化觀光局.   [2018-01-10]. （原始内容存档于2019-05-15） （中文（臺灣））.
86. ↑  . 嘉義縣文化觀光局.   [2018-01-10]. （原始内容存档于2019-05-15） （中文（臺灣））.
87. ↑  . 嘉義縣文化觀光局.   [2018-01-10]. （原始内容存档于2020-12-14） （中文（臺灣））.
88. ↑  . 嘉義縣文化觀光局.   [2018-01-10]. （原始内容存档于2020-12-15） （中文（臺灣））.
89. ↑  . 中華民國博物館學會.   [2017-03-11]. （原始内容存档于2017-06-06） （中文（臺灣））.
90. 1 2 3  簡瑞榮 (编). . 嘉義市: 嘉義市政府. 2003年11月. ISBN 9570155884 （中文（臺灣））.
91. ↑  . 國聲有線電視.   [2017-12-22]. （原始内容存档于2017-12-22） （中文（臺灣））.
92. ↑  . 大揚有線電視.   [2017-12-22]. （原始内容存档于2017-12-22） （中文（臺灣））.
93. ↑  . 信吉衛星電視臺.   [2017-12-22]. （原始内容存档于2017-12-22） （中文（臺灣））.
94. 1 2 3 4 5 6  李奉儒 (编). . 嘉義縣: 嘉義縣政府. 2009 （中文（臺灣））.
95. ↑  . 嘉義縣政府-最新訊息內容(外部版).   [2017-12-27]. （原始内容存档于2017-12-27） （中文（臺灣））.
96. ↑  . 國立中正大學圖書館校史館.   [2017-05-25]. （原始内容存档于2017-05-25） （中文（臺灣））.
97. ↑  . 國立中正大學圖書館校史館.   [2017-05-25]. （原始内容存档于2017-05-25） （中文（臺灣））.
98. 1 2  姜添輝 (编). . 嘉義市: 嘉義市政府. 2003年11月. ISBN 9570155884 （中文（臺灣））.
99. ↑  陳揚盛. . 蘋果日報. 2009年3月23日  [2017-05-27]. （原始内容存档于2017-05-27）.
100. 1 2  吳柏軒、林曉雲、王善嬿. . 自由時報電子報. 2022-02-17  [2022-02-17]. （原始内容存档于2022-02-18） （中文（臺灣））.
101. ↑  蘇泰安. . 大紀元. 2009年5月11日  [2017-05-27]. （原始内容存档于2017-05-27）.
102. ↑  郭姿柔. . 數位嘉義地方新聞. 2009年5月9日  [2017-05-27]. （原始内容存档于2017-05-27）.
103. ↑  呂妍庭. . 中時電子報. 2015年7月9日  [2017-05-26]. （原始内容存档于2017-05-27）.
104. ↑  . 吳鳳科技大學.   [2017-06-01]. （原始内容存档于2017-06-01） （中文（臺灣））.
105. ↑  . 嘉義縣政府.   [2017-12-04]. （原始内容存档于2017-12-04） （中文（臺灣））.
106. ↑  許維寧. . 蘋果日報. 2021年6月23日  [2021-06-23]. （原始内容存档于2022-02-19） （中文（臺灣））.
107. ↑  .   [2022-01-23]. （原始内容存档于2022-01-27）.
108. ↑  . 嘉義縣政府.   [2017-12-04]. （原始内容存档于2017-12-04） （中文（臺灣））.
109. ↑  . 嘉義縣政府.   [2017-12-04]. （原始内容存档于2017-12-04） （中文（臺灣））.
110. ↑  . 嘉義縣政府.   [2017-12-04]. （原始内容存档于2017-12-04） （中文（臺灣））.
111. 1 2 3  馮曉庭 (编). . 太保市: 太保市公所 （中文（臺灣））.
112. ↑  .   [2015-06-24]. （原始内容存档于2014-11-13）.
113. ↑  .   [2016-06-02]. （原始内容存档于2014-11-13）.
114. ↑  .   [2016-06-02]. （原始内容存档于2014-12-25）.
115. ↑  戴震宇. . 台灣地理百科. 遠足文化. 2005. ISBN 957304935X.
116. ↑  . 中央廣播電台. 2013-04-26  [2013-09-23]. （原始内容存档于2014-01-06）.
117. ↑  . 阿里山森林鐵路的故事. 2008-09-24  [2012-12-02]. （原始内容存档于2020-11-04）.
118. ↑  嘉縣爭取民雄鐵路高架化 終於露曙光 （页面存档备份，存于），自由時報，2016-12-07
119. ↑  .   [2020-08-22]. （原始内容存档于2020-09-19）.
120. ↑  【建設嘉縣】 縣長張花冠、立委陳明文 爭取民雄鐵路高架化 （页面存档备份，存于），YouTube，2012-05-05
121. ↑  嘉義市鐵路高架化 陳明文盼嘉義縣也一起做 （页面存档备份，存于），新頭殼，2016-11-30
122. ↑  民雄、水上站高架 嘉縣爭取 （页面存档备份，存于），自由時報，2017-03-13
123. ↑  前瞻基礎建設計畫（核定本） p.33 （页面存档备份，存于），臺中市政府資訊中心，2017-04
124. ↑  交通部鐵道局 >計畫介紹 >前瞻建設 >嘉義縣鐵路高架化計畫 （页面存档备份，存于），交通部鐵道局
125. ↑  曾迺強. . 自由時報電子報. 2018-09-04  [2018-09-05]. （原始内容存档于2021-01-05） （中文）.
126. ↑  謝敏政. . 台灣好新聞. 2019-05-06  [2019-05-06]. （原始内容存档于2021-01-05） （中文）.
127. ↑  徐彩媚. . 蘋果日報. 2016年12月28日  [2016-12-28]. （原始内容存档于2016-12-28）.
128. ↑  曾迺強. . 自由時報電子報. 2016年12月29日  [2016-12-29]. （原始内容存档于2016-12-29）.
129. ↑  . 交通部臺灣區國道高速公路局.   [2017-08-22]. （原始内容存档于2017-05-04）.
130. 1 2  . 中華民國交通部公路總局.   [2017-08-24]. （原始内容存档于2017-05-04）.
131. ↑  . 中華民國交通部公路總局.   [2017-08-26]. （原始内容存档于2016-05-21）.
132. ↑  . 聯合新聞網.   [2020-09-01]. （原始内容存档于2020-09-08） （中文（臺灣））.
133. ↑  . 大紀元. 2008年1月31日  [2011-02-25]. （原始内容存档于2017-05-04） （中文（臺灣））.
134. ↑  . 嘉義市公車.   [2011-02-25]. （原始内容存档于2017-05-04） （中文（臺灣））.
135. ↑  . 台灣高鐵 Taiwan High Speed Rail.   [2017-03-11]. （原始内容存档于2017-05-04） （中文（臺灣））.
136. ↑  . 玩全台灣旅遊網.   [2018-01-05]. （原始内容存档于2018-01-05） （中文（臺灣））.
137. ↑  . 嘉義航空站.   [2018-01-08]. （原始内容存档于2016-05-11）.
138. ↑  . 嘉義航空站.   [2018-01-08]. （原始内容存档于2016-03-09）.
139. ↑  . 嘉義航空站.   [2017-01-08]. （原始内容存档于2021-01-05）.
140. ↑  徐乃義. . 台灣大紀元. 2013年5月27日  [2018-01-08]. （原始内容存档于2018-01-08）.
141. ↑  吳世聰. . 自由時報電子報. 2014年4月30日  [2018-01-08]. （原始内容存档于2018-01-08）.
142. 1 2  . 政府採購電子網. 行政院公共工程委員會. 2024-02-16  [2024-12-16] （中文（臺灣））.
143. ↑  林宜樟. . 自由時報. 2023-04-28  [2024-12-16]. （原始内容存档于2023-09-26） （中文（臺灣））.
144. ↑  呂妍庭. . 好房網News (中時新聞網). 2023-06-27  [2024-12-16]. （原始内容存档于2025-01-30） （中文（臺灣））.
145. ↑  林宜樟. . 自由時報. 2024-02-23  [2024-12-16]. （原始内容存档于2024-03-18） （中文（臺灣））.
146. ↑  王善嬿. . 自由時報. 2024-05-14  [2024-12-16]. （原始内容存档于2024-05-14） （中文（臺灣））.
147. ↑  黃國芳. . 中央社 CNA. 2024-07-03  [2024-12-16]. （原始内容存档于2024-12-07） （中文（臺灣））.
148. ↑  . YouBike微笑單車.   [2024-12-16]. （原始内容存档于2024-12-13） （中文（臺灣））.
149. ↑  . YouBike微笑單車.   [2024-12-16]. （原始内容存档于2024-12-13） （中文（臺灣））.
150. 1 2 3  嘉義縣文化觀光局 (编). . 嘉義縣: 嘉義縣文化觀光局. 2018 （中文（臺灣））.
151. ↑  林怡廷. . 嘉義. 2016-01-10  [2018-10-16]. （原始内容存档于2018-11-20）.
152. ↑  林宜樟. . 自由時報電子報. 2015-10-09  [2015-10-09]. （原始内容存档于2015-10-10） （中文（臺灣））.
153. ↑  徐彩媚. . 蘋果日報. 2016年6月23日  [2016-06-23]. （原始内容存档于2017-12-27） （中文（臺灣））.
154. ↑  陳品竹. . 自由時報電子報. 2016-05-31  [2016-05-31]. （原始内容存档于2016-05-31） （中文（臺灣））.
155. ↑  李宗祐. . 蘋果日報. 2016年9月24日  [2017-12-27]. （原始内容存档于2017-12-27） （中文（臺灣））.

## 外部連結
- 嘉義縣政府全球資訊網（页面存档备份，存于）（繁體中文）
- 嘉義縣議會全球資訊網（页面存档备份，存于）（繁體中文）
- 嘉義縣觀光旅遊網（页面存档备份，存于）（繁體中文）
- 國立中正大學開放式大學FB粉絲專頁
- 嘉義縣旅遊推薦（页面存档备份，存于）
- OpenStreetMap上有關嘉義縣的地理